# Medaliści igrzysk olimpijskich w narciarstwie klasycznym

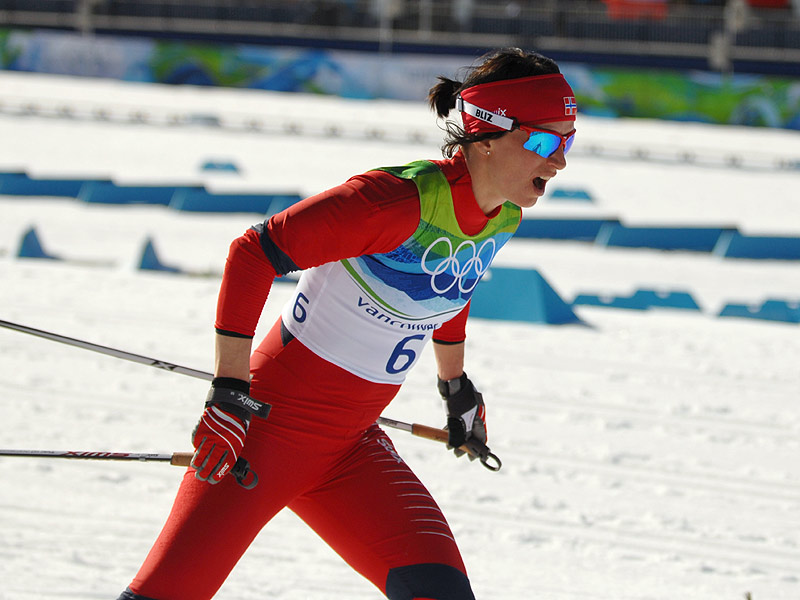
Piętnastokrotna medalistka olimpijska w biegach narciarskich, Marit Bjørgen podczas ZIO 2010

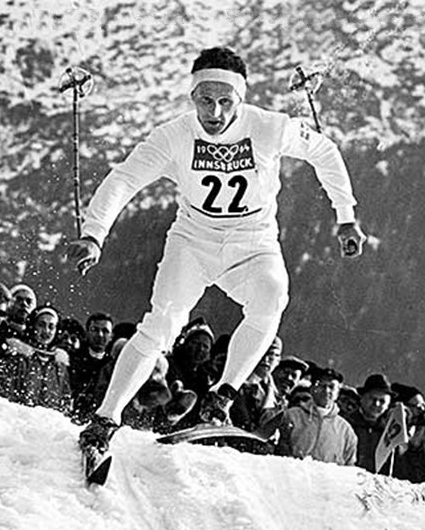
Dziewięciokrotny medalista olimpijski w biegach narciarskich, Sixten Jernberg podczas ZIO 1964

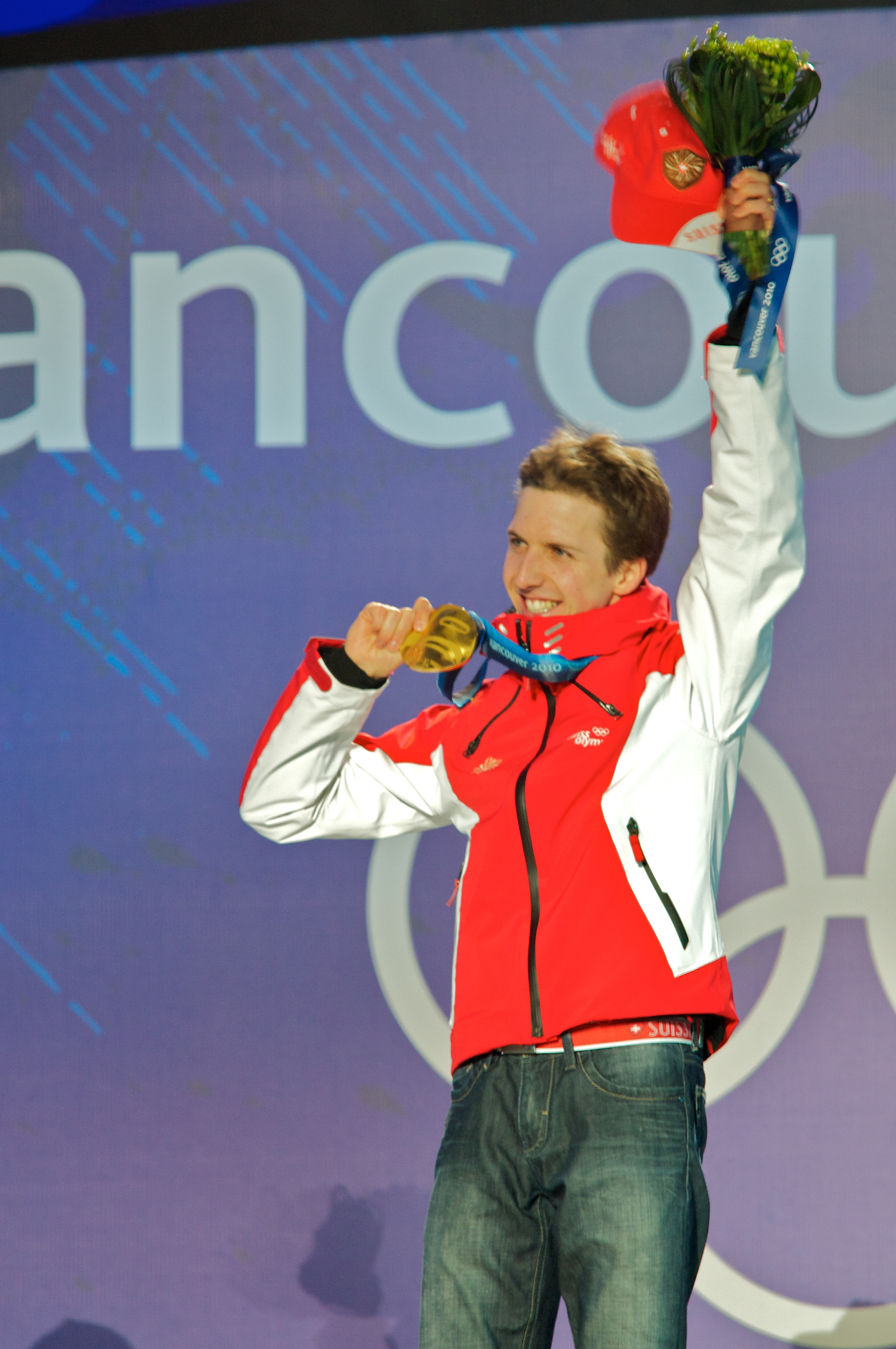
Czterokrotny mistrz olimpijski w skokach narciarskich, Simon Ammann ze złotym medalem ZIO 2010

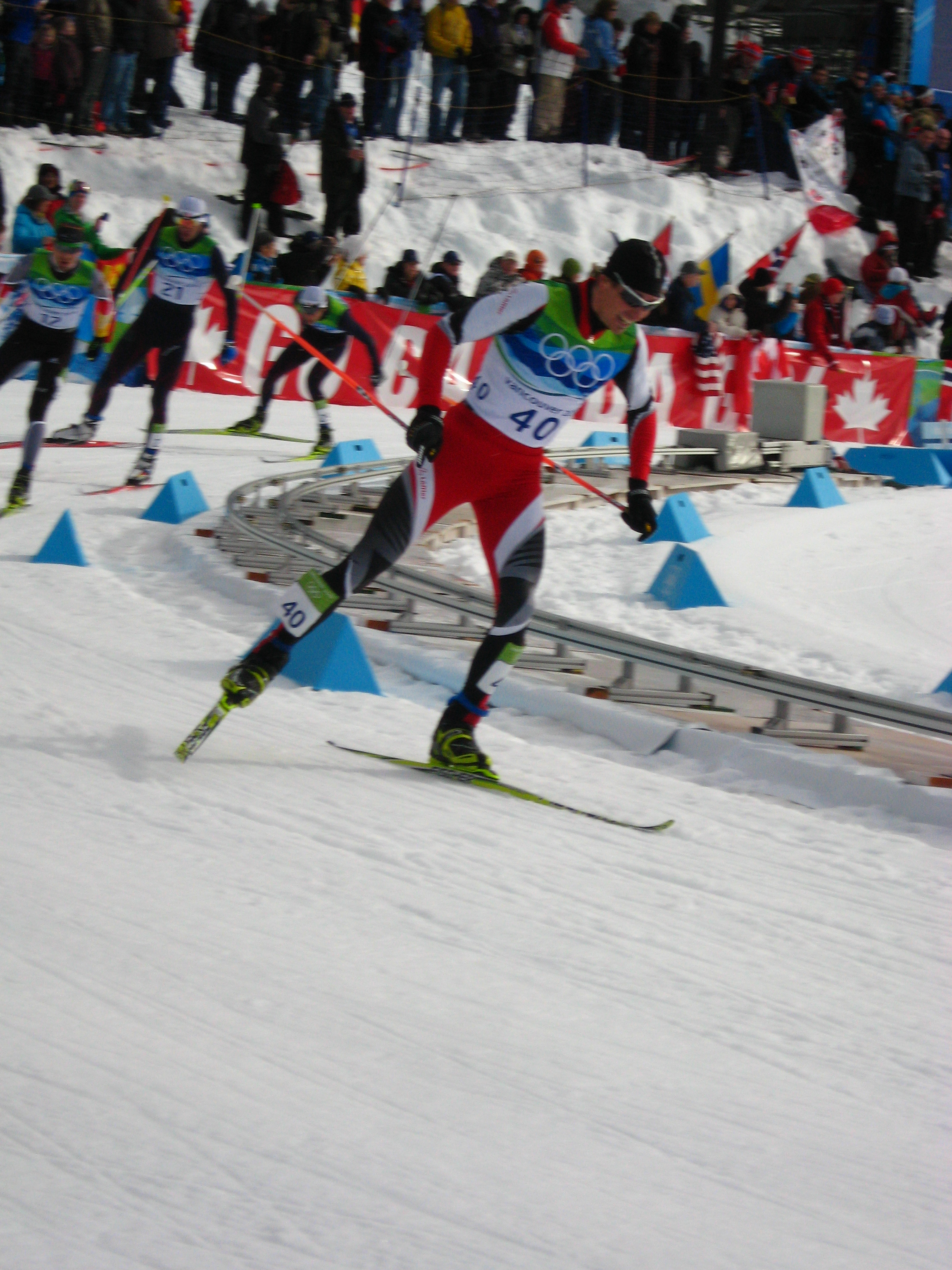
Siedmiokrotny medalista igrzysk olimpijskich w kombinacji norweskiej, Felix Gottwald podczas ZIO 2010

Medaliści igrzysk olimpijskich w narciarstwie klasycznym – lista zawodników, zawodniczek i zespołów, które przynajmniej raz zdobyły medal zimowych igrzysk olimpijskich w konkurencjach narciarstwa klasycznego.
Zawody w narciarstwie klasycznym w ramach zimowych igrzysk olimpijskich są rozgrywane od pierwszej tego typu imprezy, która miała miejsce w 1924 roku w Chamonix. Do narciarstwa klasycznego zaliczane są trzy dyscypliny sportowe: biegi narciarskie, kombinacja norweska i skoki narciarskie.
Na czterech pierwszych igrzyskach olimpijskich rozgrywano po cztery konkurencje narciarstwa klasycznego – dwie biegowe i po jednej w kombinacji i skokach. W 1936 roku do kalendarza włączono także bieg sztafetowy. Na igrzyskach w 1952 roku po raz pierwszy zaprezentowały się biegaczki narciarskie, zatem w tym roku narciarze klasyczni rywalizowali już w sześciu konkurencjach, w tym czterech w biegach narciarskich. Cztery lata później do kalendarza igrzysk wprowadzono drugą konkurencję biegową kobiet, którą był bieg sztafetowy oraz kolejną konkurencję biegową mężczyzn. Pod względem liczby rozgrywanych zawodów w narciarstwie klasycznym, kalendarz olimpijski pozostawał niezmienny do 1964 roku. Wówczas rozegrano siedem konkurencji biegowych – cztery męskie i trzy kobiece, a także po raz pierwszy rozegrano rywalizację skoczków na obiekcie normalnym. Na Zimowych Igrzyskach Olimpijskich 1984 w Sarajewie rozegrano osiem konkurencji biegowych, dwie w skokach narciarskich i jedną w kombinacji norweskiej. Podczas kolejnych igrzysk w kalendarzu znalazły się ponadto zawody drużynowe w skokach i kombinacji. W 1992, 1994 i 1998 roku przeprowadzono dziesięć konkurencji biegowych, a liczba konkurencji w kombinacji i skokach nie uległa zmianie. Na igrzyskach w Salt Lake City po raz pierwszy biegacze i biegaczki rywalizowali w sprincie. Ponadto, kombinatorzy norwescy startowali w dodatkowej konkurencji indywidualnej. W 2006 i 2010 roku liczba konkurencji w poszczególnych dyscyplinach narciarstwa klasycznego nie zmieniła się względem 2002 roku i wynosiła 12 konkurencji biegowych (6 męskich i 6 kobiecych) oraz po trzy konkursy (dwa indywidualne i jeden drużynowy) w skokach narciarskich i kombinacji norweskiej. W 2014 roku do kalendarza igrzysk olimpijskich włączono konkurs kobiet w skokach narciarskich na normalnej skoczni.
Najwięcej medali olimpijskich w narciarstwie klasycznym zdobyła Marit Bjørgen, która w latach 2002–2018 stanęła na podium 15 razy. Jej dorobek liczy 8 złotych, 4 srebrne i 3 brązowe medale, co jest rekordem, jeśli chodzi o zimowe igrzyska olimpijskie. Drugie miejsce w klasyfikacji multimedalistów igrzysk olimpijskich w narciarstwie klasycznym zajmuje Bjørn Dæhlie, który w latach 1992–1998 ośmiokrotnie został mistrzem i czterokrotnie wicemistrzem olimpijskim. Jest on najbardziej utytułowanym biegaczem narciarskim wśród mężczyzn. Najbardziej utytułowanymi pod względem zdobytych medali olimpijskich kombinatorami norweskimi są Samppa Lajunen (3 złote i 2 srebrne), Felix Gottwald (3 złote, 1 srebrny i 3 brązowe) oraz Eric Frenzel (3 złote, 1 srebrny i 2 brązowe). Wśród skoczków narciarskich czterokrotnie mistrzami olimpijskimi zostali Matti Nykänen i Simon Ammann. Fin zdobył jeszcze dodatkowo jeden srebrny medal, a Szwajcar jako jedyny skoczek narciarski zdobył cztery złote medale olimpijskie w konkurencjach indywidualnych. Skoczkinie narciarskie rywalizowały o medale olimpijskie dwukrotnie – w 2014 roku triumfowała Carina Vogt, a cztery lata później Maren Lundby
Najwięcej medali olimpijskich w konkurencjach narciarstwa klasycznego zdobyli zawodnicy norwescy, którzy na podium zawodów olimpijskich stanęli 187 razy, zdobywając 71 złotych medali, 61 srebrnych i 54 brązowe. Norwegowie są liderami również w poszczególnych dyscyplinach, mając na koncie 121 medali w biegach narciarskich, 31 w kombinacji norweskiej i 35 w skokach narciarskich. Drugie miejsce w medalowej tabeli wszech czasów zajmują reprezentanci Finlandii, których dorobek wynosi 116 medali – 35 złotych, 41 srebrnych i 40 brązowych. Trzecie miejsce w klasyfikacji medalowej zajmują narciarze startujący w barwach Szwecji – 31 złotych medali, 27 srebrnych i 26 brązowych.
Czworo narciarzy klasycznych po zdobyciu medali olimpijskich utraciło je z powodu wykrycia w ich organizmie środków dopingujących. Pierwszy tego typu przypadek miał miejsce w 1976 roku, kiedy to brązowy medal w biegu na 5 km kobiet odebrano Galinie Kułakowej. Kolejne dyskwalifikacje miały miejsce podczas Zimowych Igrzysk Olimpijskich 2002 w Salt Lake City. Wówczas kontrola antydopingowa dała wynik pozytywny u trojga narciarzy – Johanna Mühlegga, Łarisy Łazutiny i Olgi Daniłowej. W efekcie tego, Mühlegg utracił trzy złote medale, Łazutina – jeden złoty i dwa srebrne, a Daniłowa – jeden złoty i jeden srebrny.
W 2017 roku, po ujawnieniu afery dopingowej wśród rosyjskich sportowców, Międzynarodowy Komitet Olimpijski pozbawił medali olimpijskich wywalczonych na igrzyskach w Soczi w 2014 roku pięciu rosyjskich biegaczy narciarskich. Stosowanie dopingu przez Maksima Wylegżanina i Aleksandra Legkowa skutkowało utratą czterech medali olimpijskich zdobytych przez Rosjan – jednego złotego (w biegu na 50 km) i trzech srebrnych (w biegu na 50 km, sztafecie sprinterskiej i sztafecie). Medale odebrano również pozostałym członkom sztafet, z którymi startowali Wylegżanin i Legkow, a więc Dmitrijowi Japarowi, Aleksandrowi Biessmiertnych i Nikicie Kriukowowi. Po dyskwalifikacji Rosjan zajmowane przez nich miejsca medalowe pozostawały nieobsadzone. Zawodnicy złożyli odwołanie do Sportowego Sądu Arbitrażowego, który uchylił dyskwalifikację nałożoną przez MKOl. Zawodnikom przywrócono medale, kolejność w konkurencjach została zatem niezmienna od tej, jaką ogłoszono w dniu zawodów.

## Medaliści chronologicznie
Poniżej znajduje się chronologiczna lista medalistów olimpijskich w konkurencjach narciarstwa klasycznego – biegów narciarskich, kombinacji norweskiej i skoków narciarskich z lat 1924–2018.
| Igrzyska                    | Data       | Dyscyplina          | Konkurencja                                                      | P | Złoto                                                                                             | Srebro                                                                                            | Brąz | Źr.                 |
| --------------------------- | ---------- | ------------------- | ---------------------------------------------------------------- | - | ------------------------------------------------------------------------------------------------- | ------------------------------------------------------------------------------------------------- | --- | ------------------- |
| 1924 Chamonix               | 30.01.1924 | Biegi narciarskie   | bieg na 50 km techniką klasyczną                                 | M | Thorleif Haug                                                                                     | Thoralf Strømstad                                                                                 | Johan Grøttumsbråten                                                                                     | [ 6 ]               |
| 1924 Chamonix               | 02.02.1924 | Biegi narciarskie   | bieg na 18 km techniką klasyczną                                 | M | Thorleif Haug                                                                                     | Johan Grøttumsbråten                                                                              | Tapani Niku                                                                                              | [ 7 ]               |
| 1924 Chamonix               | 04.02.1924 | Kombinacja norweska | konkurs indywidualny skocznia duża + bieg na 18 km               | M | Thorleif Haug                                                                                     | Thoralf Strømstad                                                                                 | Johan Grøttumsbråten                                                                                     | [ 8 ]               |
| 1924 Chamonix               | 04.02.1924 | Skoki narciarskie   | konkurs indywidualny skocznia duża                               | M | Jacob Tullin Thams                                                                                | Narve Bonna                                                                                       | Anders Haugen                                                                                            | [ 9 ]               |
| 1928 Sankt Moritz           | 14.02.1928 | Biegi narciarskie   | bieg na 50 km techniką klasyczną                                 | M | Per-Erik Hedlund                                                                                  | Gustaf Jonsson                                                                                    | Volger Andersson                                                                                         | [ 10 ]              |
| 1928 Sankt Moritz           | 17.02.1928 | Biegi narciarskie   | bieg na 18 km techniką klasyczną                                 | M | Johan Grøttumsbråten                                                                              | Ole Hegge                                                                                         | Reidar Ødegaard                                                                                          | [ 11 ]              |
| 1928 Sankt Moritz           | 18.02.1928 | Kombinacja norweska | konkurs indywidualny skocznia duża + bieg na 18 km               | M | Johan Grøttumsbråten                                                                              | Hans Vinjarengen                                                                                  | John Snersrud                                                                                            | [ 12 ]              |
| 1928 Sankt Moritz           | 18.02.1928 | Skoki narciarskie   | konkurs indywidualny skocznia duża                               | M | Alf Andersen                                                                                      | Sigmund Ruud                                                                                      | Rudolf Burkert                                                                                           | [ 13 ]              |
| 1932 Lake Placid            | 10.02.1932 | Biegi narciarskie   | bieg na 18 km techniką klasyczną                                 | M | Sven Utterström                                                                                   | Axel Wikström                                                                                     | Veli Saarinen                                                                                            | [ 14 ]              |
| 1932 Lake Placid            | 11.02.1932 | Kombinacja norweska | konkurs indywidualny skocznia duża + bieg na 18 km               | M | Johan Grøttumsbråten                                                                              | Ole Stenen                                                                                        | Hans Vinjarengen                                                                                         | [ 15 ]              |
| 1932 Lake Placid            | 12.02.1932 | Skoki narciarskie   | konkurs indywidualny skocznia duża                               | M | Birger Ruud                                                                                       | Hans Beck                                                                                         | Kåre Walberg                                                                                             | [ 16 ]              |
| 1932 Lake Placid            | 13.02.1932 | Biegi narciarskie   | bieg na 50 km techniką klasyczną                                 | M | Veli Saarinen                                                                                     | Väinö Liikkanen                                                                                   | Arne Rustadstuen                                                                                         | [ 17 ]              |
| 1936 Garmisch-Partenkirchen | 10.02.1936 | Biegi narciarskie   | sztafeta 4 × 10 km                                               | M | Finlandia Sulo Nurmela Klaes Karppinen Matti Lähde Kalle Jalkanen                                 | Norwegia Oddbjørn Hagen Olaf Hoffsbakken Sverre Brodahl Bjarne Iversen                            | Szwecja John Berger Erik Larsson Arthur Häggblad Martin Matsbo                                           | [ 18 ]              |
| 1936 Garmisch-Partenkirchen | 12.02.1936 | Biegi narciarskie   | bieg na 18 km techniką klasyczną                                 | M | Erik Larsson                                                                                      | Oddbjørn Hagen                                                                                    | Pekka Niemi                                                                                              | [ 19 ]              |
| 1936 Garmisch-Partenkirchen | 13.02.1936 | Kombinacja norweska | konkurs indywidualny skocznia duża + bieg na 18 km               | M | Oddbjørn Hagen                                                                                    | Olaf Hoffsbakken                                                                                  | Sverre Brodahl                                                                                           | [ 20 ]              |
| 1936 Garmisch-Partenkirchen | 15.02.1936 | Biegi narciarskie   | bieg na 50 km techniką klasyczną                                 | M | Elis Wiklund                                                                                      | Axel Wikström                                                                                     | Nils-Joel Englund                                                                                        | [ 21 ]              |
| 1936 Garmisch-Partenkirchen | 16.02.1936 | Skoki narciarskie   | konkurs indywidualny skocznia duża                               | M | Birger Ruud                                                                                       | Sven Eriksson                                                                                     | Reidar Andersen                                                                                          | [ 22 ]              |
| 1948 Sankt Moritz           | 01.02.1948 | Kombinacja norweska | konkurs indywidualny skocznia duża + bieg na 18 km               | M | Heikki Hasu                                                                                       | Martti Huhtala                                                                                    | Sven Israelsson                                                                                          | [ 23 ]              |
| 1948 Sankt Moritz           | 02.02.1948 | Biegi narciarskie   | bieg na 18 km techniką klasyczną                                 | M | Martin Lundström                                                                                  | Nils Östensson                                                                                    | Gunnar Eriksson                                                                                          | [ 24 ]              |
| 1948 Sankt Moritz           | 03.02.1948 | Biegi narciarskie   | sztafeta 4 × 10 km                                               | M | Szwecja Nils Östensson Nils Täpp Gunnar Eriksson Martin Lundström                                 | Finlandia Lauri Silvennoinen Teuvo Laukkanen Sauli Rytky August Kiuru                             | Norwegia Erling Evensen Olav Økern Reidar Nyborg Olav Hagen                                              | [ 25 ]              |
| 1948 Sankt Moritz           | 05.02.1948 | Biegi narciarskie   | bieg na 50 km techniką klasyczną                                 | M | Nils Karlsson                                                                                     | Harald Ericson                                                                                    | Benjamin Vanninen                                                                                        | [ 26 ]              |
| 1948 Sankt Moritz           | 07.02.1948 | Skoki narciarskie   | konkurs indywidualny skocznia duża                               | M | Petter Hugsted                                                                                    | Birger Ruud                                                                                       | Thorleif Schjelderup                                                                                     | [ 27 ]              |
| 1952 Oslo                   | 18.02.1952 | Kombinacja norweska | konkurs indywidualny skocznia duża + bieg na 18 km               | M | Simon Slåttvik                                                                                    | Heikki Hasu                                                                                       | Sverre Stenersen                                                                                         | [ 28 ]              |
| 1952 Oslo                   | 18.02.1952 | Biegi narciarskie   | bieg na 18 km techniką klasyczną                                 | M | Hallgeir Brenden                                                                                  | Tapio Mäkelä                                                                                      | Paavo Lonkila                                                                                            | [ 29 ]              |
| 1952 Oslo                   | 20.02.1952 | Biegi narciarskie   | bieg na 50 km techniką klasyczną                                 | M | Veikko Hakulinen                                                                                  | Eero Kolehmainen                                                                                  | Magnar Estenstad                                                                                         | [ 30 ]              |
| 1952 Oslo                   | 23.02.1952 | Biegi narciarskie   | sztafeta 4 × 10 km                                               | M | Finlandia Heikki Hasu Paavo Lonkila Urpo Korhonen Tapio Mäkelä                                    | Norwegia Magnar Estenstad Mikal Kirkholt Martin Stokken Hallgeir Brenden                          | Szwecja Nils Täpp Sigurd Andersson Enar Josefsson Martin Lundström                                       | [ 31 ]              |
| 1952 Oslo                   | 23.02.1952 | Biegi narciarskie   | bieg na 10 km techniką klasyczną                                 | K | Lydia Wideman                                                                                     | Mirja Hietamies                                                                                   | Siiri Rantanen                                                                                           | [ 32 ]              |
| 1952 Oslo                   | 24.02.1952 | Skoki narciarskie   | konkurs indywidualny skocznia duża                               | M | Arnfinn Bergmann                                                                                  | Torbjørn Falkanger                                                                                | Karl Holmström                                                                                           | [ 33 ]              |
| 1956 Cortina d’Ampezzo      | 27.01.1956 | Biegi narciarskie   | bieg na 30 km techniką klasyczną                                 | M | Veikko Hakulinen                                                                                  | Sixten Jernberg                                                                                   | Pawieł Kołczin                                                                                           | [ 34 ]              |
| 1956 Cortina d’Ampezzo      | 28.01.1956 | Biegi narciarskie   | bieg na 10 km techniką klasyczną                                 | K | Lubow Kozyriewa                                                                                   | Radja Jeroszyna                                                                                   | Sonja Edström                                                                                            | [ 35 ]              |
| 1956 Cortina d’Ampezzo      | 30.01.1956 | Biegi narciarskie   | bieg na 15 km techniką klasyczną                                 | M | Hallgeir Brenden                                                                                  | Sixten Jernberg                                                                                   | Pawieł Kołczin                                                                                           | [ 36 ]              |
| 1956 Cortina d’Ampezzo      | 31.01.1956 | Kombinacja norweska | konkurs indywidualny skocznia duża + bieg na 15 km               | M | Sverre Stenersen                                                                                  | Bengt Eriksson                                                                                    | Franciszek Gąsienica Groń                                                                                | [ 37 ]              |
| 1956 Cortina d’Ampezzo      | 01.02.1956 | Biegi narciarskie   | sztafeta 3 × 5 km                                                | K | Finlandia Sirkka Polkunen Mirja Hietamies Siiri Rantanen                                          | ZSRR Lubow Kozyriewa Alewtina Kołczina Radja Jeroszyna                                            | Szwecja Irma Johansson Anna-Lisa Eriksson Sonja Edström                                                  | [ 38 ]              |
| 1956 Cortina d’Ampezzo      | 02.02.1956 | Biegi narciarskie   | bieg na 50 km techniką klasyczną                                 | M | Sixten Jernberg                                                                                   | Veikko Hakulinen                                                                                  | Fiodor Tierientjew                                                                                       | [ 39 ]              |
| 1956 Cortina d’Ampezzo      | 04.02.1956 | Biegi narciarskie   | sztafeta 4 × 10 km                                               | M | ZSRR Fiodor Tierientjew Pawieł Kołczin Nikołaj Anikin Władimir Kuzin                              | Finlandia August Kiuru Jorma Kortelainen Arvo Viitanen Veikko Hakulinen                           | Szwecja Lennart Larsson Gunnar Samuelsson Per-Erik Larsson Sixten Jernberg                               | [ 40 ]              |
| 1956 Cortina d’Ampezzo      | 05.02.1956 | Skoki narciarskie   | konkurs indywidualny skocznia duża                               | M | Antti Hyvärinen                                                                                   | Aulis Kallakorpi                                                                                  | Harry Glaß                                                                                               | [ 41 ]              |
| 1960 Squaw Valley           | 19.02.1960 | Biegi narciarskie   | bieg na 30 km techniką klasyczną                                 | M | Sixten Jernberg                                                                                   | Rolf Rämgård                                                                                      | Nikołaj Anikin                                                                                           | [ 42 ]              |
| 1960 Squaw Valley           | 20.02.1960 | Biegi narciarskie   | bieg na 10 km techniką klasyczną                                 | K | Marija Gusakowa                                                                                   | Lubow Kozyriewa                                                                                   | Radja Jeroszyna                                                                                          | [ 43 ]              |
| 1960 Squaw Valley           | 22.02.1960 | Kombinacja norweska | konkurs indywidualny skocznia duża + bieg na 15 km               | M | Georg Thoma                                                                                       | Tormod Knutsen                                                                                    | Nikołaj Gusakow                                                                                          | [ 44 ]              |
| 1960 Squaw Valley           | 23.02.1960 | Biegi narciarskie   | bieg na 15 km techniką klasyczną                                 | M | Håkon Brusveen                                                                                    | Sixten Jernberg                                                                                   | Veikko Hakulinen                                                                                         | [ 45 ]              |
| 1960 Squaw Valley           | 25.02.1960 | Biegi narciarskie   | sztafeta 4 × 10 km                                               | M | Finlandia Toimi Alatalo Eero Mäntyranta Väinö Huhtala Veikko Hakulinen                            | Norwegia Harald Grønningen Hallgeir Brenden Einar Østby Håkon Brusveen                            | ZSRR Anatolij Szeluchin Giennadij Waganow Aleksiej Kuzniecow Nikołaj Anikin                              | [ 46 ]              |
| 1960 Squaw Valley           | 26.02.1960 | Biegi narciarskie   | sztafeta 3 × 5 km                                                | K | Szwecja Irma Johansson Britt Strandberg Sonja Ruthström-Edström                                   | ZSRR Radja Jeroszyna Marija Gusakowa Lubow Kozyriewa                                              | Finlandia Siiri Rantanen Eeva Ruoppa Toini Pöysti                                                        | [ 47 ]              |
| 1960 Squaw Valley           | 27.02.1960 | Biegi narciarskie   | bieg na 50 km techniką klasyczną                                 | M | Kalevi Hämäläinen                                                                                 | Veikko Hakulinen                                                                                  | Rolf Rämgård                                                                                             | [ 48 ]              |
| 1960 Squaw Valley           | 28.02.1960 | Skoki narciarskie   | konkurs indywidualny skocznia duża                               | M | Helmut Recknagel                                                                                  | Niilo Halonen                                                                                     | Otto Leodolter                                                                                           | [ 49 ]              |
| 1964 Innsbruck              | 30.01.1964 | Biegi narciarskie   | bieg na 30 km techniką klasyczną                                 | M | Eero Mäntyranta                                                                                   | Harald Grønningen                                                                                 | Igor Woronczichin                                                                                        | [ 50 ]              |
| 1964 Innsbruck              | 31.01.1964 | Skoki narciarskie   | konkurs indywidualny skocznia normalna                           | M | Veikko Kankkonen                                                                                  | Toralf Engan                                                                                      | Torgeir Brandtzæg                                                                                        | [ 51 ]              |
| 1964 Innsbruck              | 01.02.1964 | Biegi narciarskie   | bieg na 10 km techniką klasyczną                                 | K | Kławdija Bojarskich                                                                               | Jewdokija Miekszyło                                                                               | Marija Gusakowa                                                                                          | [ 52 ]              |
| 1964 Innsbruck              | 02.02.1964 | Biegi narciarskie   | bieg na 15 km techniką klasyczną                                 | M | Eero Mäntyranta                                                                                   | Harald Grønningen                                                                                 | Sixten Jernberg                                                                                          | [ 53 ]              |
| 1964 Innsbruck              | 03.02.1964 | Kombinacja norweska | konkurs indywidualny skocznia duża + bieg na 15 km               | M | Tormod Knutsen                                                                                    | Nikołaj Kisielow                                                                                  | Georg Thoma                                                                                              | [ 54 ]              |
| 1964 Innsbruck              | 05.02.1964 | Biegi narciarskie   | bieg na 5 km techniką klasyczną                                  | K | Kławdija Bojarskich                                                                               | Mirja Lehtonen                                                                                    | Alewtina Kołczina                                                                                        | [ 55 ]              |
| 1964 Innsbruck              | 05.02.1964 | Biegi narciarskie   | bieg na 50 km techniką klasyczną                                 | M | Sixten Jernberg                                                                                   | Assar Rönnlund                                                                                    | Arto Tiainen                                                                                             | [ 56 ]              |
| 1964 Innsbruck              | 07.02.1964 | Biegi narciarskie   | sztafeta 3 × 5 km                                                | K | ZSRR Alewtina Kołczina Jewdokija Miekszyło Kławdija Bojarskich                                    | Szwecja Barbro Martinsson Britt Strandberg Toini Gustafsson                                       | Finlandia Senja Pusula Toini Pöysti Mirja Lehtonen                                                       | [ 57 ]              |
| 1964 Innsbruck              | 08.02.1964 | Biegi narciarskie   | sztafeta 4 × 10 km                                               | M | Szwecja Karl-Åke Asph Sixten Jernberg Janne Stefansson Assar Rönnlund                             | Finlandia Väinö Huhtala Arto Tiainen Kalevi Laurila Eero Mäntyranta                               | ZSRR Iwan Utrobin Giennadij Waganow Igor Woronczichin Pawieł Kołczin                                     | [ 58 ]              |
| 1964 Innsbruck              | 09.02.1964 | Skoki narciarskie   | konkurs indywidualny skocznia duża                               | M | Toralf Engan                                                                                      | Veikko Kankkonen                                                                                  | Torgeir Brandtzæg                                                                                        | [ 59 ]              |
| 1968 Grenoble               | 08.02.1968 | Biegi narciarskie   | bieg na 5 km techniką klasyczną                                  | K | Toini Gustafsson                                                                                  | Galina Kułakowa                                                                                   | Alewtina Kołczina                                                                                        | [ 60 ]              |
| 1968 Grenoble               | 09.02.1968 | Biegi narciarskie   | bieg na 30 km techniką klasyczną                                 | M | Franco Nones                                                                                      | Odd Martinsen                                                                                     | Eero Mäntyranta                                                                                          | [ 61 ]              |
| 1968 Grenoble               | 10.02.1968 | Biegi narciarskie   | bieg na 10 km techniką klasyczną                                 | K | Toini Gustafsson                                                                                  | Berit Mørdre Lammedal                                                                             | Inger Aufles                                                                                             | [ 62 ]              |
| 1968 Grenoble               | 11.02.1968 | Biegi narciarskie   | bieg na 15 km techniką klasyczną                                 | M | Harald Grønningen                                                                                 | Eero Mäntyranta                                                                                   | Gunnar Larsson                                                                                           | [ 63 ]              |
| 1968 Grenoble               | 11.02.1968 | Kombinacja norweska | konkurs indywidualny skocznia duża + bieg na 15 km               | M | Franz Keller                                                                                      | Alois Kälin                                                                                       | Andreas Kunz                                                                                             | [ 64 ]              |
| 1968 Grenoble               | 11.02.1968 | Skoki narciarskie   | konkurs indywidualny skocznia normalna                           | M | Jiří Raška                                                                                        | Reinhold Bachler                                                                                  | Baldur Preiml                                                                                            | [ 65 ]              |
| 1968 Grenoble               | 14.02.1968 | Biegi narciarskie   | sztafeta 4 × 10 km                                               | M | Norwegia Odd Martinsen Pål Tyldum Harald Grønningen Ole Ellefsæter                                | Szwecja Jan Halvarsson Bjarne Andersson Gunnar Larsson Assar Rönnlund                             | Finlandia Kalevi Oikarainen Hannu Taipale Kalevi Laurila Eero Mäntyranta                                 | [ 66 ]              |
| 1968 Grenoble               | 16.02.1968 | Biegi narciarskie   | sztafeta 3 × 5 km                                                | K | Norwegia Inger Aufles Babben Enger Damon Berit Mørdre Lammedal                                    | Szwecja Britt Strandberg Toini Gustafsson Barbro Martinsson                                       | ZSRR Alewtina Kołczina Rita Aczkina Galina Kułakowa                                                      | [ 67 ]              |
| 1968 Grenoble               | 17.02.1968 | Biegi narciarskie   | bieg na 50 km techniką klasyczną                                 | M | Ole Ellefsæter                                                                                    | Wiaczesław Wiedienin                                                                              | Josef Haas                                                                                               | [ 68 ]              |
| 1968 Grenoble               | 18.02.1968 | Skoki narciarskie   | konkurs indywidualny skocznia duża                               | M | Władimir Biełousow                                                                                | Jiří Raška                                                                                        | Lars Grini                                                                                               | [ 69 ]              |
| 1972 Sapporo                | 05.02.1972 | Kombinacja norweska | konkurs indywidualny skocznia normalna + bieg na 15 km           | M | Ulrich Wehling                                                                                    | Rauno Miettinen                                                                                   | Karl-Heinz Luck                                                                                          | [ 70 ]              |
| 1972 Sapporo                | 05.02.1972 | Biegi narciarskie   | bieg na 30 km techniką klasyczną                                 | M | Wiaczesław Wiedienin                                                                              | Pål Tyldum                                                                                        | Johannes Harviken                                                                                        | [ 71 ]              |
| 1972 Sapporo                | 06.02.1972 | Biegi narciarskie   | bieg na 5 km techniką klasyczną                                  | K | Galina Kułakowa                                                                                   | Marjatta Kajosmaa                                                                                 | Helena Šikolová                                                                                          | [ 72 ]              |
| 1972 Sapporo                | 06.02.1972 | Skoki narciarskie   | konkurs indywidualny skocznia normalna                           | M | Yukio Kasaya                                                                                      | Akitsugu Konno                                                                                    | Seiji Aochi                                                                                              | [ 73 ]              |
| 1972 Sapporo                | 07.02.1972 | Biegi narciarskie   | bieg na 15 km techniką klasyczną                                 | M | Sven-Åke Lundbäck                                                                                 | Fiodor Simaszow                                                                                   | Ivar Formo                                                                                               | [ 74 ]              |
| 1972 Sapporo                | 08.02.1972 | Biegi narciarskie   | bieg na 10 km techniką klasyczną                                 | K | Galina Kułakowa                                                                                   | Alewtina Olunina                                                                                  | Marjatta Kajosmaa                                                                                        | [ 75 ]              |
| 1972 Sapporo                | 10.02.1972 | Biegi narciarskie   | bieg na 50 km techniką klasyczną                                 | M | Pål Tyldum                                                                                        | Magne Myrmo                                                                                       | Wiaczesław Wiedienin                                                                                     | [ 76 ]              |
| 1972 Sapporo                | 11.02.1972 | Skoki narciarskie   | konkurs indywidualny skocznia duża                               | M | Wojciech Fortuna                                                                                  | Walter Steiner                                                                                    | Rainer Schmidt                                                                                           | [ 77 ]              |
| 1972 Sapporo                | 12.02.1972 | Biegi narciarskie   | sztafeta 3 × 5 km                                                | K | ZSRR Lubow Muchaczowa Alewtina Olunina Galina Kułakowa                                            | Finlandia Helena Takalo Hilkka Kuntola Marjatta Kajosmaa                                          | Norwegia Inger Aufles Aslaug Dahl Berit Mørdre Lammedal                                                  | [ 78 ]              |
| 1972 Sapporo                | 13.02.1972 | Biegi narciarskie   | sztafeta 4 × 10 km                                               | M | ZSRR Władimir Woronkow Jurij Skobow Fiodor Simaszow Wiaczesław Wiedienin                          | Norwegia Oddvar Brå Pål Tyldum Ivar Formo Johannes Harviken                                       | Szwajcaria Alfred Kälin Albert Giger Alois Kälin Eduard Hauser                                           | [ 79 ]              |
| 1976 Innsbruck              | 05.02.1976 | Biegi narciarskie   | bieg na 30 km techniką klasyczną                                 | M | Siergiej Sawieljew                                                                                | Bill Koch                                                                                         | Iwan Garanin                                                                                             | [ 80 ]              |
| 1976 Innsbruck              | 07.02.1976 | Biegi narciarskie   | bieg na 5 km techniką klasyczną                                  | K | Helena Takalo                                                                                     | Raisa Smietanina                                                                                  | Nina Bałdyszewa                                                                                          | [ 81 ]              |
| 1976 Innsbruck              | 07.02.1976 | Skoki narciarskie   | konkurs indywidualny skocznia normalna                           | M | Hans-Georg Aschenbach                                                                             | Jochen Danneberg                                                                                  | Karl Schnabl                                                                                             | [ 82 ]              |
| 1976 Innsbruck              | 08.02.1976 | Biegi narciarskie   | bieg na 15 km techniką klasyczną                                 | M | Nikołaj Bażukow                                                                                   | Jewgienij Bielajew                                                                                | Arto Koivisto                                                                                            | [ 83 ]              |
| 1976 Innsbruck              | 09.02.1976 | Kombinacja norweska | konkurs indywidualny skocznia normalna + bieg na 15 km           | M | Ulrich Wehling                                                                                    | Urban Hettich                                                                                     | Konrad Winkler                                                                                           | [ 84 ]              |
| 1976 Innsbruck              | 10.02.1976 | Biegi narciarskie   | bieg na 10 km techniką klasyczną                                 | K | Raisa Smietanina                                                                                  | Helena Takalo                                                                                     | Galina Kułakowa                                                                                          | [ 85 ]              |
| 1976 Innsbruck              | 12.02.1976 | Biegi narciarskie   | sztafeta 4 × 5 km                                                | K | ZSRR Nina Bałdyszewa Zinaida Amosowa Raisa Smietanina Galina Kułakowa                             | Finlandia Liisa Suihkonen Marjatta Kajosmaa Hilkka Kuntola Helena Takalo                          | NRD Monika Debertshäuser Sigrun Krause Barbara Petzold Veronika Schmidt                                  | [ 86 ]              |
| 1976 Innsbruck              | 12.02.1976 | Biegi narciarskie   | sztafeta 4 × 10 km                                               | M | Finlandia Matti Pitkänen Juha Mieto Pertti Teurajärvi Arto Koivisto                               | Norwegia Pål Tyldum Einar Sagstuen Ivar Formo Odd Martinsen                                       | ZSRR Jewgienij Bielajew Nikołaj Bażukow Siergiej Sawieljew Iwan Garanin                                  | [ 87 ]              |
| 1976 Innsbruck              | 14.02.1976 | Biegi narciarskie   | bieg na 50 km techniką klasyczną                                 | M | Ivar Formo                                                                                        | Gert-Dietmar Klause                                                                               | Benny Södergren                                                                                          | [ 88 ]              |
| 1976 Innsbruck              | 15.02.1976 | Skoki narciarskie   | konkurs indywidualny skocznia duża                               | M | Karl Schnabl                                                                                      | Toni Innauer                                                                                      | Henry Glaß                                                                                               | [ 89 ]              |
| 1980 Lake Placid            | 16.02.1980 | Biegi narciarskie   | bieg na 30 km techniką klasyczną                                 | M | Nikołaj Zimiatow                                                                                  | Wasilij Roczew                                                                                    | Iwan Lebanow                                                                                             | [ 90 ]              |
| 1980 Lake Placid            | 17.02.1980 | Biegi narciarskie   | bieg na 5 km techniką klasyczną                                  | K | Raisa Smietanina                                                                                  | Hilkka Riihivuori                                                                                 | Květa Jeriová                                                                                            | [ 91 ]              |
| 1980 Lake Placid            | 17.02.1980 | Skoki narciarskie   | konkurs indywidualny skocznia normalna                           | M | Toni Innauer                                                                                      | Manfred Deckert Hirokazu Yagi                                                                     | – | [ 92 ]              |
| 1980 Lake Placid            | 18.02.1980 | Biegi narciarskie   | bieg na 15 km techniką klasyczną                                 | M | Thomas Wassberg                                                                                   | Juha Mieto                                                                                        | Ove Aunli                                                                                                | [ 93 ]              |
| 1980 Lake Placid            | 19.02.1980 | Kombinacja norweska | konkurs indywidualny skocznia normalna + bieg na 15 km           | M | Ulrich Wehling                                                                                    | Jouko Karjalainen                                                                                 | Konrad Winkler                                                                                           | [ 94 ]              |
| 1980 Lake Placid            | 19.02.1980 | Biegi narciarskie   | bieg na 10 km techniką klasyczną                                 | K | Barbara Petzold                                                                                   | Hilkka Riihivuori                                                                                 | Helena Takalo                                                                                            | [ 95 ]              |
| 1980 Lake Placid            | 20.02.1980 | Biegi narciarskie   | sztafeta 4 × 10 km                                               | M | ZSRR Wasilij Roczew Nikołaj Bażukow Jewgienij Bielajew Nikołaj Zimiatow                           | Norwegia Lars Erik Eriksen Per Knut Aaland Ove Aunli Oddvar Brå                                   | Finlandia Harri Kirvesniemi Pertti Teurajärvi Matti Pitkänen Juha Mieto                                  | [ 96 ]              |
| 1980 Lake Placid            | 21.02.1980 | Biegi narciarskie   | sztafeta 4 × 5 km                                                | K | NRD Marlies Rostock Carola Anding Veronika Schmidt Barbara Petzold                                | ZSRR Nina Bałdyszewa Nina Roczewa Galina Kułakowa Raisa Smietanina                                | Norwegia Brit Pettersen Anette Bøe Marit Myrmæl Berit Aunli                                              | [ 97 ]              |
| 1980 Lake Placid            | 23.02.1980 | Biegi narciarskie   | bieg na 50 km techniką klasyczną                                 | M | Nikołaj Zimiatow                                                                                  | Juha Mieto                                                                                        | Aleksandr Zawjałow                                                                                       | [ 98 ]              |
| 1980 Lake Placid            | 23.02.1980 | Skoki narciarskie   | konkurs indywidualny skocznia duża                               | M | Jouko Törmänen                                                                                    | Hubert Neuper                                                                                     | Jari Puikkonen                                                                                           | [ 99 ]              |
| 1984 Sarajewo               | 09.02.1984 | Biegi narciarskie   | bieg na 10 km techniką klasyczną                                 | K | Marja-Liisa Hämäläinen                                                                            | Raisa Smietanina                                                                                  | Brit Pettersen                                                                                           | [ 100 ]             |
| 1984 Sarajewo               | 10.02.1984 | Biegi narciarskie   | bieg na 30 km techniką klasyczną                                 | M | Nikołaj Zimiatow                                                                                  | Aleksandr Zawjałow                                                                                | Gunde Svan                                                                                               | [ 101 ]             |
| 1984 Sarajewo               | 12.02.1984 | Kombinacja norweska | konkurs indywidualny skocznia normalna + bieg na 15 km           | M | Tom Sandberg                                                                                      | Jouko Karjalainen                                                                                 | Jukka Ylipulli                                                                                           | [ 102 ]             |
| 1984 Sarajewo               | 12.02.1984 | Biegi narciarskie   | bieg na 5 km techniką klasyczną                                  | K | Marja-Liisa Hämäläinen                                                                            | Berit Aunli                                                                                       | Květa Jeriová                                                                                            | [ 103 ]             |
| 1984 Sarajewo               | 12.02.1984 | Skoki narciarskie   | konkurs indywidualny skocznia normalna                           | M | Jens Weißflog                                                                                     | Matti Nykänen                                                                                     | Jari Puikkonen                                                                                           | [ 104 ]             |
| 1984 Sarajewo               | 13.02.1984 | Biegi narciarskie   | bieg na 15 km techniką klasyczną                                 | M | Gunde Svan                                                                                        | Aki Karvonen                                                                                      | Harri Kirvesniemi                                                                                        | [ 105 ]             |
| 1984 Sarajewo               | 15.02.1984 | Biegi narciarskie   | sztafeta 4 × 5 km                                                | K | Norwegia Inger Helene Nybråten Anne Jahren Brit Pettersen Berit Aunli                             | Czechosłowacja Dagmar Švubová Blanka Paulů Gabriela Svobodová Květa Jeriová                       | Finlandia Pirkko Määttä Eija Hyytiäinen Marjo Matikainen Marja-Liisa Hämäläinen                          | [ 106 ]             |
| 1984 Sarajewo               | 16.02.1984 | Biegi narciarskie   | sztafeta 4 × 10 km                                               | M | Szwecja Thomas Wassberg Benny Kohlberg Jan Ottosson Gunde Svan                                    | ZSRR Ołeksandr Batiuk Aleksandr Zawjałow Władimir Nikitin Nikołaj Zimiatow                        | Finlandia Kari Ristanen Juha Mieto Harri Kirvesniemi Aki Karvonen                                        | [ 107 ]             |
| 1984 Sarajewo               | 18.02.1984 | Biegi narciarskie   | bieg na 20 km techniką klasyczną                                 | K | Marja-Liisa Hämäläinen                                                                            | Raisa Smietanina                                                                                  | Anne Jahren                                                                                              | [ 108 ]             |
| 1984 Sarajewo               | 18.02.1984 | Skoki narciarskie   | konkurs indywidualny skocznia duża                               | M | Matti Nykänen                                                                                     | Jens Weißflog                                                                                     | Pavel Ploc                                                                                               | [ 109 ]             |
| 1984 Sarajewo               | 19.02.1984 | Biegi narciarskie   | bieg na 50 km techniką klasyczną                                 | M | Thomas Wassberg                                                                                   | Gunde Svan                                                                                        | Aki Karvonen                                                                                             | [ 110 ]             |
| 1988 Calgary                | 14.02.1988 | Biegi narciarskie   | bieg na 10 km techniką klasyczną                                 | K | Vida Vencienė                                                                                     | Raisa Smietanina                                                                                  | Marjo Matikainen                                                                                         | [ 111 ]             |
| 1988 Calgary                | 14.02.1988 | Skoki narciarskie   | konkurs indywidualny skocznia normalna                           | M | Matti Nykänen                                                                                     | Pavel Ploc                                                                                        | Jiří Malec                                                                                               | [ 112 ]             |
| 1988 Calgary                | 15.02.1988 | Biegi narciarskie   | bieg na 30 km techniką klasyczną                                 | M | Aleksiej Prokurorow                                                                               | Władimir Smirnow                                                                                  | Vegard Ulvang                                                                                            | [ 113 ]             |
| 1988 Calgary                | 17.02.1988 | Biegi narciarskie   | bieg na 5 km techniką klasyczną                                  | K | Marjo Matikainen                                                                                  | Tamara Tichonowa                                                                                  | Vida Vencienė                                                                                            | [ 114 ]             |
| 1988 Calgary                | 19.02.1988 | Biegi narciarskie   | bieg na 15 km techniką klasyczną                                 | M | Michaił Diewiatjarow                                                                              | Pål Gunnar Mikkelsplass                                                                           | Władimir Smirnow                                                                                         | [ 115 ]             |
| 1988 Calgary                | 21.02.1988 | Biegi narciarskie   | sztafeta 4 × 5 km                                                | K | ZSRR Swietłana Nagiejkina Nina Gawriluk Tamara Tichonowa Anfisa Riezcowa                          | Norwegia Trude Dybendahl Marit Wold Anne Jahren Marianne Dahlmo                                   | Finlandia Pirkko Määttä Marja-Liisa Hämäläinen Marjo Matikainen Jaana Savolainen                         | [ 116 ]             |
| 1988 Calgary                | 22.02.1988 | Biegi narciarskie   | sztafeta 4 × 10 km                                               | M | Szwecja Jan Ottosson Thomas Wassberg Gunde Svan Torgny Mogren                                     | ZSRR Władimir Smirnow Władimir Sachnow Michaił Diewiatjarow Aleksiej Prokurorow                   | Czechosłowacja Radim Nyč Václav Korunka Pavel Benc Ladislav Švanda                                       | [ 117 ]             |
| 1988 Calgary                | 23.02.1988 | Skoki narciarskie   | konkurs indywidualny skocznia duża                               | M | Matti Nykänen                                                                                     | Erik Johnsen                                                                                      | Matjaž Debelak                                                                                           | [ 118 ]             |
| 1988 Calgary                | 24.02.1988 | Kombinacja norweska | konkurs drużynowy skocznia normalna + bieg 3 × 5 km              | M | RFN Thomas Müller Hans-Peter Pohl Hubert Schwarz                                                  | Szwajcaria Fredy Glanzmann Hippolyt Kempf Andreas Schaad                                          | Hansjörg Aschenwald Günther Csar Klaus Sulzenbacher                                                      | [ 119 ]             |
| 1988 Calgary                | 24.02.1988 | Skoki narciarskie   | konkurs drużynowy skocznia duża                                  | M | Finlandia Ari-Pekka Nikkola Matti Nykänen Tuomo Ylipulli Jari Puikkonen                           | Jugosławia Primož Ulaga Matjaž Zupan Matjaž Debelak Miran Tepeš                                   | Norwegia Ole Christian Eidhammer Jon Inge Kjørum Ole Gunnar Fidjestøl Erik Johnsen                       | [ 120 ]             |
| 1988 Calgary                | 25.02.1988 | Biegi narciarskie   | bieg na 20 km techniką dowolną                                   | K | Tamara Tichonowa                                                                                  | Anfisa Riezcowa                                                                                   | Raisa Smietanina                                                                                         | [ 121 ]             |
| 1988 Calgary                | 27.02.1988 | Biegi narciarskie   | bieg na 50 km techniką dowolną                                   | M | Gunde Svan                                                                                        | Maurilio De Zolt                                                                                  | Andreas Grünenfelder                                                                                     | [ 122 ]             |
| 1988 Calgary                | 28.02.1988 | Kombinacja norweska | konkurs indywidualny skocznia normalna + bieg na 15 km           | M | Hippolyt Kempf                                                                                    | Klaus Sulzenbacher                                                                                | Allar Levandi                                                                                            | [ 123 ]             |
| 1992 Albertville            | 09.02.1992 | Biegi narciarskie   | bieg na 15 km techniką klasyczną                                 | K | Lubow Jegorowa                                                                                    | Marjut Lukkarinen                                                                                 | Jelena Välbe                                                                                             | [ 124 ]             |
| 1992 Albertville            | 09.02.1992 | Skoki narciarskie   | konkurs indywidualny skocznia normalna                           | M | Ernst Vettori                                                                                     | Martin Höllwarth                                                                                  | Toni Nieminen                                                                                            | [ 125 ]             |
| 1992 Albertville            | 10.02.1992 | Biegi narciarskie   | bieg na 30 km techniką klasyczną                                 | M | Vegard Ulvang                                                                                     | Bjørn Dæhlie                                                                                      | Terje Langli                                                                                             | [ 126 ]             |
| 1992 Albertville            | 12.02.1992 | Kombinacja norweska | konkurs indywidualny skocznia normalna + bieg na 15 km           | M | Fabrice Guy                                                                                       | Sylvain Guillaume                                                                                 | Klaus Sulzenbacher                                                                                       | [ 127 ]             |
| 1992 Albertville            | 13.02.1992 | Biegi narciarskie   | bieg na 10 km techniką klasyczną                                 | M | Vegard Ulvang                                                                                     | Marco Albarello                                                                                   | Christer Majbäck                                                                                         | [ 128 ]             |
| 1992 Albertville            | 13.02.1992 | Biegi narciarskie   | bieg na 5 km techniką klasyczną                                  | K | Marjut Lukkarinen                                                                                 | Lubow Jegorowa                                                                                    | Jelena Välbe                                                                                             | [ 129 ]             |
| 1992 Albertville            | 13.02.1992 | Biegi narciarskie   | bieg pościgowy na 15 km                                          | K | Lubow Jegorowa                                                                                    | Stefania Belmondo                                                                                 | Jelena Välbe                                                                                             | [ 130 ]             |
| 1992 Albertville            | 14.02.1992 | Skoki narciarskie   | konkurs drużynowy skocznia duża                                  | M | Finlandia Ari-Pekka Nikkola Mika Laitinen Risto Laakkonen Toni Nieminen                           | Austria Heinz Kuttin Ernst Vettori Martin Höllwarth Andreas Felder                                | Czechosłowacja Tomáš Goder František Jež Jaroslav Sakala Jiří Parma                                      | [ 131 ]             |
| 1992 Albertville            | 15.02.1992 | Biegi narciarskie   | bieg pościgowy na 25 km                                          | M | Bjørn Dæhlie                                                                                      | Vegard Ulvang                                                                                     | Giorgio Vanzetta                                                                                         | [ 132 ]             |
| 1992 Albertville            | 16.02.1992 | Skoki narciarskie   | konkurs indywidualny skocznia duża                               | M | Toni Nieminen                                                                                     | Martin Höllwarth                                                                                  | Heinz Kuttin                                                                                             | [ 133 ]             |
| 1992 Albertville            | 17.02.1992 | Biegi narciarskie   | sztafeta 4 × 5 km                                                | K | WNP Jelena Välbe Raisa Smietanina Łarisa Łazutina Lubow Jegorowa                                  | Norwegia Solveig Pedersen Inger Helene Nybråten Trude Dybendahl Elin Nilsen                       | Włochy Bice Vanzetta Manuela Di Centa Gabriella Paruzzi Stefania Belmondo                                | [ 134 ]             |
| 1992 Albertville            | 18.02.1992 | Kombinacja norweska | konkurs drużynowy skocznia normalna + bieg 3 × 5 km              | M | Japonia Rei’ichi Mikata Takanori Kōno Kenji Ogiwara                                               | Norwegia Knut Tore Apeland Fred Børre Lundberg Trond Einar Elden                                  | Austria Klaus Ofner Stefan Kreiner Klaus Sulzenbacher                                                    | [ 135 ]             |
| 1992 Albertville            | 18.02.1992 | Biegi narciarskie   | sztafeta 4 × 10 km                                               | M | Norwegia Terje Langli Vegard Ulvang Kristen Skjeldal Bjørn Dæhlie                                 | Włochy Giuseppe Puliè Marco Albarello Giorgio Vanzetta Silvio Fauner                              | Finlandia Mika Kuusisto Harri Kirvesniemi Jari Räsänen Jari Isometsä                                     | [ 136 ]             |
| 1992 Albertville            | 21.02.1992 | Biegi narciarskie   | bieg na 30 km techniką dowolną                                   | K | Stefania Belmondo                                                                                 | Lubow Jegorowa                                                                                    | Jelena Välbe                                                                                             | [ 137 ]             |
| 1992 Albertville            | 22.02.1992 | Biegi narciarskie   | bieg na 50 km techniką dowolną                                   | M | Bjørn Dæhlie                                                                                      | Maurilio De Zolt                                                                                  | Giorgio Vanzetta                                                                                         | [ 138 ]             |
| 1994 Lillehammer            | 13.02.1994 | Biegi narciarskie   | bieg na 15 km techniką dowolną                                   | K | Manuela Di Centa                                                                                  | Lubow Jegorowa                                                                                    | Nina Gawriluk                                                                                            | [ 139 ]             |
| 1994 Lillehammer            | 14.02.1994 | Biegi narciarskie   | bieg na 30 km techniką dowolną                                   | M | Thomas Alsgaard                                                                                   | Bjørn Dæhlie                                                                                      | Mika Myllylä                                                                                             | [ 140 ]             |
| 1994 Lillehammer            | 15.02.1994 | Biegi narciarskie   | bieg na 5 km techniką klasyczną                                  | K | Lubow Jegorowa                                                                                    | Manuela Di Centa                                                                                  | Marja-Liisa Kirvesniemi                                                                                  | [ 141 ]             |
| 1994 Lillehammer            | 15.02.1994 | Biegi narciarskie   | bieg pościgowy na 15 km                                          | K | Lubow Jegorowa                                                                                    | Manuela Di Centa                                                                                  | Stefania Belmondo                                                                                        | [ 142 ]             |
| 1994 Lillehammer            | 17.02.1994 | Biegi narciarskie   | bieg na 10 km techniką klasyczną                                 | M | Bjørn Dæhlie                                                                                      | Władimir Smirnow                                                                                  | Marco Albarello                                                                                          | [ 143 ]             |
| 1994 Lillehammer            | 19.02.1994 | Kombinacja norweska | konkurs indywidualny skocznia normalna + bieg na 15 km           | M | Fred Børre Lundberg                                                                               | Takanori Kōno                                                                                     | Bjarte Engen Vik                                                                                         | [ 144 ]             |
| 1994 Lillehammer            | 19.02.1994 | Biegi narciarskie   | bieg pościgowy na 25 km                                          | M | Bjørn Dæhlie                                                                                      | Władimir Smirnow                                                                                  | Silvio Fauner                                                                                            | [ 145 ]             |
| 1994 Lillehammer            | 20.02.1994 | Skoki narciarskie   | konkurs indywidualny skocznia duża                               | M | Jens Weißflog                                                                                     | Espen Bredesen                                                                                    | Andreas Goldberger                                                                                       | [ 146 ]             |
| 1994 Lillehammer            | 21.02.1994 | Biegi narciarskie   | sztafeta 4 × 5 km                                                | K | Rosja Jelena Välbe Łarisa Łazutina Nina Gawriluk Lubow Jegorowa                                   | Norwegia Trude Dybendahl Inger Helene Nybråten Elin Nilsen Anita Moen                             | Włochy Bice Vanzetta Manuela Di Centa Gabriella Paruzzi Stefania Belmondo                                | [ 147 ]             |
| 1994 Lillehammer            | 22.02.1994 | Biegi narciarskie   | sztafeta 4 × 10 km                                               | M | Włochy Maurilio De Zolt Marco Albarello Giorgio Vanzetta Silvio Fauner                            | Norwegia Sture Sivertsen Vegard Ulvang Thomas Alsgaard Bjørn Dæhlie                               | Finlandia Mika Myllylä Harri Kirvesniemi Jari Räsänen Jari Isometsä                                      | [ 148 ]             |
| 1994 Lillehammer            | 22.02.1994 | Skoki narciarskie   | konkurs drużynowy skocznia duża                                  | M | Niemcy Hansjörg Jäkle Christof Duffner Dieter Thoma Jens Weißflog                                 | Japonia Jin’ya Nishikata Takanobu Okabe Noriaki Kasai Masahiko Harada                             | Austria Heinz Kuttin Christian Moser Stefan Horngacher Andreas Goldberger                                | [ 149 ]             |
| 1994 Lillehammer            | 24.02.1994 | Kombinacja norweska | konkurs drużynowy skocznia normalna + bieg 3 × 5 km              | M | Japonia Takanori Kōno Masashi Abe Kenji Ogiwara                                                   | Norwegia Knut Tore Apeland Bjarte Engen Vik Fred Børre Lundberg                                   | Szwajcaria Jean-Yves Cuendet Hippolyt Kempf Andreas Schaad                                               | [ 150 ]             |
| 1994 Lillehammer            | 24.02.1994 | Biegi narciarskie   | bieg na 30 km techniką klasyczną                                 | K | Manuela Di Centa                                                                                  | Marit Wold                                                                                        | Marja-Liisa Kirvesniemi                                                                                  | [ 151 ]             |
| 1994 Lillehammer            | 25.02.1994 | Skoki narciarskie   | konkurs indywidualny skocznia normalna                           | M | Espen Bredesen                                                                                    | Lasse Ottesen                                                                                     | Dieter Thoma                                                                                             | [ 152 ]             |
| 1994 Lillehammer            | 27.02.1994 | Biegi narciarskie   | bieg na 50 km techniką klasyczną                                 | M | Władimir Smirnow                                                                                  | Mika Myllylä                                                                                      | Sture Sivertsen                                                                                          | [ 153 ]             |
| 1998 Nagano                 | 08.02.1998 | Biegi narciarskie   | bieg na 15 km techniką klasyczną                                 | K | Olga Daniłowa                                                                                     | Łarisa Łazutina                                                                                   | Anita Moen-Guidon                                                                                        | [ 154 ]             |
| 1998 Nagano                 | 09.02.1998 | Biegi narciarskie   | bieg na 30 km techniką klasyczną                                 | M | Mika Myllylä                                                                                      | Erling Jevne                                                                                      | Silvio Fauner                                                                                            | [ 155 ]             |
| 1998 Nagano                 | 10.02.1998 | Biegi narciarskie   | bieg na 5 km techniką klasyczną                                  | K | Łarisa Łazutina                                                                                   | Kateřina Neumannová                                                                               | Bente Martinsen                                                                                          | [ 156 ]             |
| 1998 Nagano                 | 10.02.1998 | Biegi narciarskie   | bieg pościgowy na 15 km                                          | K | Łarisa Łazutina                                                                                   | Olga Daniłowa                                                                                     | Kateřina Neumannová                                                                                      | [ 157 ]             |
| 1998 Nagano                 | 10.02.1998 | Skoki narciarskie   | konkurs indywidualny skocznia normalna                           | M | Jani Soininen                                                                                     | Kazuyoshi Funaki                                                                                  | Andreas Widhölzl                                                                                         | [ 158 ]             |
| 1998 Nagano                 | 12.02.1998 | Biegi narciarskie   | bieg na 10 km techniką klasyczną                                 | M | Bjørn Dæhlie                                                                                      | Markus Gandler                                                                                    | Mika Myllylä                                                                                             | [ 159 ]             |
| 1998 Nagano                 | 14.02.1998 | Biegi narciarskie   | bieg pościgowy na 25 km                                          | M | Bjørn Dæhlie                                                                                      | Vegard Ulvang                                                                                     | Giorgio Vanzetta                                                                                         | [ 160 ]             |
| 1998 Nagano                 | 14.02.1998 | Kombinacja norweska | konkurs indywidualny skocznia normalna + bieg na 15 km           | M | Bjarte Engen Vik                                                                                  | Samppa Lajunen                                                                                    | Walerij Stolarow                                                                                         | [ 161 ]             |
| 1998 Nagano                 | 14.02.1998 | Skoki narciarskie   | konkurs indywidualny skocznia duża                               | M | Kazuyoshi Funaki                                                                                  | Jani Soininen                                                                                     | Masahiko Harada                                                                                          | [ 162 ]             |
| 1998 Nagano                 | 15.02.1998 | Biegi narciarskie   | sztafeta 4 × 5 km                                                | K | Rosja Nina Gawriluk Olga Daniłowa Jelena Välbe Łarisa Łazutina                                    | Norwegia Bente Martinsen Marit Mikkelsplass Elin Nilsen Anita Moen-Guidon                         | Włochy Karin Moroder Gabriella Paruzzi Manuela Di Centa Stefania Belmondo                                | [ 163 ]             |
| 1998 Nagano                 | 16.02.1998 | Skoki narciarskie   | konkurs drużynowy skocznia duża                                  | M | Japonia Takanobu Okabe Hiroya Saitō Masahiko Harada Kazuyoshi Funaki                              | Niemcy Sven Hannawald Martin Schmitt Hansjörg Jäkle Dieter Thoma                                  | Austria Reinhard Schwarzenberger Martin Höllwarth Stefan Horngacher Andreas Widhölzl                     | [ 164 ]             |
| 1998 Nagano                 | 17.02.1998 | Biegi narciarskie   | sztafeta 4 × 10 km                                               | M | Norwegia Sture Sivertsen Erling Jevne Bjørn Dæhlie Thomas Alsgaard                                | Włochy Marco Albarello Fulvio Valbusa Fabio Maj Silvio Fauner                                     | Finlandia Harri Kirvesniemi Mika Myllylä Sami Repo Jari Isometsä                                         | [ 165 ]             |
| 1998 Nagano                 | 20.02.1998 | Biegi narciarskie   | bieg na 30 km techniką dowolną                                   | K | Julija Czepałowa                                                                                  | Stefania Belmondo                                                                                 | Łarisa Łazutina                                                                                          | [ 166 ]             |
| 1998 Nagano                 | 20.02.1998 | Kombinacja norweska | konkurs drużynowy skocznia normalna + bieg 4 × 5 km              | M | Norwegia Halldor Skard Kenneth Braaten Bjarte Engen Vik Fred Børre Lundberg                       | Finlandia Samppa Lajunen Jari Mantila Tapio Nurmela Hannu Manninen                                | Francja Sylvain Guillaume Nicolas Bal Ludovic Roux Fabrice Guy                                           | [ 167 ]             |
| 1998 Nagano                 | 22.02.1998 | Biegi narciarskie   | bieg na 50 km techniką dowolną                                   | M | Bjørn Dæhlie                                                                                      | Niklas Jonsson                                                                                    | Christian Hoffmann                                                                                       | [ 168 ]             |
| 2002 Salt Lake City         | 09.02.2002 | Biegi narciarskie   | bieg masowy na 30 km techniką dowolną                            | M | Christian Hoffmann                                                                                | Michaił Botwinow                                                                                  | Kristen Skjeldal                                                                                         | [ 169 ]             |
| 2002 Salt Lake City         | 09.02.2002 | Biegi narciarskie   | bieg masowy na 15 km techniką dowolną                            | K | Stefania Belmondo                                                                                 | Kateřina Neumannová                                                                               | Julija Czepałowa                                                                                         | [ 170 ]             |
| 2002 Salt Lake City         | 10.02.2002 | Kombinacja norweska | konkurs indywidualny skocznia normalna + bieg na 15 km           | M | Samppa Lajunen                                                                                    | Jaakko Tallus                                                                                     | Felix Gottwald                                                                                           | [ 171 ]             |
| 2002 Salt Lake City         | 10.02.2002 | Skoki narciarskie   | konkurs indywidualny skocznia normalna                           | M | Simon Ammann                                                                                      | Sven Hannawald                                                                                    | Adam Małysz                                                                                              | [ 172 ]             |
| 2002 Salt Lake City         | 12.02.2002 | Biegi narciarskie   | bieg na 15 km techniką klasyczną                                 | M | Andrus Veerpalu                                                                                   | Frode Estil                                                                                       | Jaak Mae                                                                                                 | [ 173 ]             |
| 2002 Salt Lake City         | 12.02.2002 | Biegi narciarskie   | bieg na 10 km techniką klasyczną                                 | K | Bente Skari                                                                                       | Julija Czepałowa                                                                                  | Stefania Belmondo                                                                                        | [ 174 ]             |
| 2002 Salt Lake City         | 13.02.2002 | Skoki narciarskie   | konkurs indywidualny skocznia duża                               | M | Simon Ammann                                                                                      | Adam Małysz                                                                                       | Matti Hautamäki                                                                                          | [ 175 ]             |
| 2002 Salt Lake City         | 14.02.2002 | Biegi narciarskie   | bieg łączony 2 × 10 km                                           | M | Thomas Alsgaard Frode Estil                                                                       | –                                                                                                 | Per Elofsson                                                                                             | [ 176 ]             |
| 2002 Salt Lake City         | 15.02.2002 | Biegi narciarskie   | bieg łączony 5 km techniką klasyczną + 5 km techniką dowolną     | K | Beckie Scott                                                                                      | Kateřina Neumannová                                                                               | Viola Bauer                                                                                              | [ 177 ]             |
| 2002 Salt Lake City         | 17.02.2002 | Kombinacja norweska | konkurs drużynowy skocznia normalna + bieg 4 × 5 km              | M | Finlandia Jari Mantila Hannu Manninen Jaakko Tallus Samppa Lajunen                                | Niemcy Björn Kircheisen Georg Hettich Marcel Höhlig Ronny Ackermann                               | Austria Christoph Bieler Michael Gruber Mario Stecher Felix Gottwald                                     | [ 178 ]             |
| 2002 Salt Lake City         | 17.02.2002 | Biegi narciarskie   | sztafeta 4 × 10 km                                               | M | Norwegia Anders Aukland Frode Estil Kristen Skjeldal Thomas Alsgaard                              | Włochy Fabio Maj Giorgio Di Centa Pietro Piller Cottrer Cristian Zorzi                            | Niemcy Jens Filbrich Andreas Schlütter Tobias Angerer René Sommerfeldt                                   | [ 179 ]             |
| 2002 Salt Lake City         | 18.02.2002 | Skoki narciarskie   | konkurs drużynowy skocznia duża                                  | M | Niemcy Sven Hannawald Stephan Hocke Michael Uhrmann Martin Schmitt                                | Finlandia Matti Hautamäki Veli-Matti Lindström Risto Jussilainen Janne Ahonen                     | Słowenia Damjan Fras Primož Peterka Robert Kranjec Peter Žonta                                           | [ 180 ]             |
| 2002 Salt Lake City         | 19.02.2002 | Biegi narciarskie   | sprint indywidualny 1,5 km techniką dowolną                      | M | Tor Arne Hetland                                                                                  | Peter Schlickenrieder                                                                             | Cristian Zorzi                                                                                           | [ 181 ]             |
| 2002 Salt Lake City         | 19.02.2002 | Biegi narciarskie   | sprint indywidualny 1,5 km techniką dowolną                      | K | Julija Czepałowa                                                                                  | Evi Sachenbacher                                                                                  | Anita Moen                                                                                               | [ 182 ]             |
| 2002 Salt Lake City         | 21.02.2002 | Biegi narciarskie   | sztafeta 4 × 5 km                                                | K | Niemcy Manuela Henkel Viola Bauer Claudia Künzel Evi Sachenbacher-Stehle                          | Norwegia Marit Bjørgen Bente Skari Hilde Gjermundshaug Pedersen Anita Moen                        | Szwajcaria Andrea Huber Laurence Rochat Brigitte Albrecht-Loretan Natascia Leonardi Cortesi              | [ 183 ]             |
| 2002 Salt Lake City         | 22.02.2002 | Kombinacja norweska | konkurs indywidualny skocznia duża + bieg na 7,5 km              | M | Samppa Lajunen                                                                                    | Ronny Ackermann                                                                                   | Felix Gottwald                                                                                           | [ 184 ]             |
| 2002 Salt Lake City         | 23.02.2002 | Biegi narciarskie   | bieg na 50 km techniką klasyczną                                 | M | Michaił Iwanow                                                                                    | Andrus Veerpalu                                                                                   | Odd-Bjørn Hjelmeset                                                                                      | [ 185 ]             |
| 2002 Salt Lake City         | 24.02.2002 | Biegi narciarskie   | bieg na 30 km techniką klasyczną                                 | K | Gabriella Paruzzi                                                                                 | Stefania Belmondo                                                                                 | Bente Skari                                                                                              | [ 186 ]             |
| 2006 Turyn                  | 11.02.2006 | Kombinacja norweska | konkurs indywidualny skocznia normalna + bieg na 15 km           | M | Georg Hettich                                                                                     | Felix Gottwald                                                                                    | Magnus Moan                                                                                              | [ 187 ]             |
| 2006 Turyn                  | 12.02.2006 | Biegi narciarskie   | bieg łączony 7,5 km techniką klasyczną + 7,5 km techniką dowolną | K | Kristina Šmigun                                                                                   | Kateřina Neumannová                                                                               | Jewgienija Miedwiediewa-Arbuzowa                                                                         | [ 188 ]             |
| 2006 Turyn                  | 12.02.2006 | Biegi narciarskie   | bieg łączony 15 km techniką klasyczną + 15 km techniką dowolną   | M | Jewgienij Diemientjew                                                                             | Frode Estil                                                                                       | Pietro Piller Cottrer                                                                                    | [ 189 ]             |
| 2006 Turyn                  | 12.02.2006 | Skoki narciarskie   | konkurs indywidualny skocznia normalna                           | M | Lars Bystøl                                                                                       | Matti Hautamäki                                                                                   | Roar Ljøkelsøy                                                                                           | [ 190 ]             |
| 2006 Turyn                  | 14.02.2006 | Biegi narciarskie   | sprint drużynowy 6 × 1,3 km techniką dowolną                     | M | Szwecja Thobias Fredriksson Björn Lind                                                            | Norwegia Jens Arne Svartedal Tor Arne Hetland                                                     | Rosja Iwan Ałypow Wasilij Roczew                                                                         | [ 191 ]             |
| 2006 Turyn                  | 14.02.2006 | Biegi narciarskie   | sprint drużynowy 6 × 1,1 km techniką dowolną                     | K | Szwecja Lina Andersson Anna Dahlberg                                                              | Kanada Sara Renner Beckie Scott                                                                   | Finlandia Aino-Kaisa Saarinen Virpi Kuitunen                                                             | [ 192 ]             |
| 2006 Turyn                  | 16.02.2006 | Biegi narciarskie   | bieg na 10 km techniką klasyczną                                 | K | Kristina Šmigun                                                                                   | Marit Bjørgen                                                                                     | Hilde Gjermundshaug Pedersen                                                                             | [ 193 ]             |
| 2006 Turyn                  | 16.02.2006 | Kombinacja norweska | konkurs drużynowy skocznia normalna + bieg 4 × 5 km              | M | Austria Michael Gruber Christoph Bieler Felix Gottwald Mario Stecher                              | Niemcy Björn Kircheisen Georg Hettich Ronny Ackermann Jens Gaiser                                 | Finlandia Antti Kuisma Anssi Koivuranta Jaakko Tallus Hannu Manninen                                     | [ 194 ]             |
| 2006 Turyn                  | 17.02.2006 | Biegi narciarskie   | bieg na 15 km techniką klasyczną                                 | M | Andrus Veerpalu                                                                                   | Lukáš Bauer                                                                                       | Tobias Angerer                                                                                           | [ 195 ]             |
| 2006 Turyn                  | 18.02.2006 | Biegi narciarskie   | sztafeta 4 × 5 km                                                | K | Rosja Natalja Baranowa-Masałkina Łarisa Kurkina Julija Czepałowa Jewgienija Miedwiediewa-Arbuzowa | Niemcy Stefanie Böhler Viola Bauer Evi Sachenbacher-Stehle Claudia Künzel                         | Włochy Arianna Follis Gabriella Paruzzi Antonella Confortola Sabina Valbusa                              | [ 196 ]             |
| 2006 Turyn                  | 18.02.2006 | Skoki narciarskie   | konkurs indywidualny skocznia duża                               | M | Thomas Morgenstern                                                                                | Andreas Kofler                                                                                    | Lars Bystøl                                                                                              | [ 197 ]             |
| 2006 Turyn                  | 19.02.2006 | Biegi narciarskie   | sztafeta 4 × 10 km                                               | M | Włochy Fulvio Valbusa Giorgio Di Centa Pietro Piller Cottrer Cristian Zorzi                       | Niemcy Andreas Schlütter Jens Filbrich René Sommerfeldt Tobias Angerer                            | Szwecja Mats Larsson Johan Olsson Anders Södergren Mathias Fredriksson                                   | [ 198 ]             |
| 2006 Turyn                  | 20.02.2006 | Skoki narciarskie   | konkurs drużynowy skocznia duża                                  | M | Austria Andreas Widhölzl Andreas Kofler Martin Koch Thomas Morgenstern                            | Finlandia Tami Kiuru Janne Happonen Janne Ahonen Matti Hautamäki                                  | Norwegia Lars Bystøl Bjørn Einar Romøren Tommy Ingebrigtsen Roar Ljøkelsøy                               | [ 199 ]             |
| 2006 Turyn                  | 21.02.2006 | Kombinacja norweska | konkurs indywidualny skocznia duża + bieg na 7,5 km              | M | Felix Gottwald                                                                                    | Magnus Moan                                                                                       | Georg Hettich                                                                                            | [ 200 ]             |
| 2006 Turyn                  | 22.02.2006 | Biegi narciarskie   | sprint indywidualny 1,3 km techniką dowolną                      | M | Björn Lind                                                                                        | Roddy Darragon                                                                                    | Thobias Fredriksson                                                                                      | [ 201 ]             |
| 2006 Turyn                  | 22.02.2006 | Biegi narciarskie   | sprint indywidualny 1,1 km techniką dowolną                      | K | Chandra Crawford                                                                                  | Claudia Künzel                                                                                    | Alona Sid´ko                                                                                             | [ 202 ]             |
| 2006 Turyn                  | 24.02.2006 | Biegi narciarskie   | bieg na 30 km techniką dowolną                                   | K | Kateřina Neumannová                                                                               | Julija Czepałowa                                                                                  | Justyna Kowalczyk                                                                                        | [ 203 ]             |
| 2006 Turyn                  | 26.02.2006 | Biegi narciarskie   | bieg masowy na 50 km techniką dowolną                            | M | Giorgio Di Centa                                                                                  | Jewgienij Diemientjew                                                                             | Michaił Botwinow                                                                                         | [ 204 ]             |
| 2010 Vancouver              | 13.02.2010 | Skoki narciarskie   | konkurs indywidualny skocznia normalna                           | M | Simon Ammann                                                                                      | Adam Małysz                                                                                       | Gregor Schlierenzauer                                                                                    | [ 205 ]             |
| 2010 Vancouver              | 14.02.2010 | Kombinacja norweska | konkurs indywidualny skocznia normalna + bieg na 10 km           | M | Jason Lamy Chappuis                                                                               | Johnny Spillane                                                                                   | Alessandro Pittin                                                                                        | [ 206 ]             |
| 2010 Vancouver              | 15.02.2010 | Biegi narciarskie   | bieg na 15 km techniką dowolną                                   | M | Dario Cologna                                                                                     | Pietro Piller Cottrer                                                                             | Lukáš Bauer                                                                                              | [ 207 ]             |
| 2010 Vancouver              | 15.02.2010 | Biegi narciarskie   | bieg na 10 km techniką dowolną                                   | K | Charlotte Kalla                                                                                   | Kristina Šmigun-Vähi                                                                              | Marit Bjørgen                                                                                            | [ 208 ]             |
| 2010 Vancouver              | 17.02.2010 | Biegi narciarskie   | sprint indywidualny 1,5 km techniką klasyczną                    | M | Nikita Kriukow                                                                                    | Aleksandr Panżynski                                                                               | Petter Northug                                                                                           | [ 209 ]             |
| 2010 Vancouver              | 17.02.2010 | Biegi narciarskie   | sprint indywidualny 1,5 km techniką klasyczną                    | K | Marit Bjørgen                                                                                     | Justyna Kowalczyk                                                                                 | Petra Majdič                                                                                             | [ 210 ]             |
| 2010 Vancouver              | 19.02.2010 | Biegi narciarskie   | bieg łączony 7,5 km techniką klasyczną + 7,5 km techniką dowolną | K | Marit Bjørgen                                                                                     | Anna Haag                                                                                         | Justyna Kowalczyk                                                                                        | [ 211 ]             |
| 2010 Vancouver              | 20.02.2010 | Biegi narciarskie   | bieg łączony 15 km techniką klasyczną + 15 km techniką dowolną   | M | Marcus Hellner                                                                                    | Tobias Angerer                                                                                    | Johan Olsson                                                                                             | [ 212 ]             |
| 2010 Vancouver              | 20.02.2010 | Skoki narciarskie   | konkurs indywidualny skocznia duża                               | M | Simon Ammann                                                                                      | Adam Małysz                                                                                       | Gregor Schlierenzauer                                                                                    | [ 213 ]             |
| 2010 Vancouver              | 22.02.2010 | Biegi narciarskie   | sprint drużynowy 6 × 1,6 km techniką dowolną                     | M | Norwegia Petter Northug Øystein Pettersen                                                         | Niemcy Axel Teichmann Tim Tscharnke                                                               | Rosja Nikołaj Moriłow Aleksiej Pietuchow                                                                 | [ 214 ]             |
| 2010 Vancouver              | 22.02.2010 | Biegi narciarskie   | sprint drużynowy 6 × 1,5 km techniką dowolną                     | K | Niemcy Evi Sachenbacher-Stehle Claudia Nystad                                                     | Szwecja Charlotte Kalla Anna Haag                                                                 | Rosja Irina Chazowa Natalja Korostielowa                                                                 | [ 215 ]             |
| 2010 Vancouver              | 22.02.2010 | Skoki narciarskie   | konkurs drużynowy skocznia duża                                  | M | Austria Wolfgang Loitzl Andreas Kofler Thomas Morgenstern Gregor Schlierenzauer                   | Niemcy Michael Neumayer Andreas Wank Martin Schmitt Michael Uhrmann                               | Norwegia Anders Bardal Tom Hilde Johan Remen Evensen Anders Jacobsen                                     | [ 216 ]             |
| 2010 Vancouver              | 23.02.2010 | Kombinacja norweska | konkurs drużynowy skocznia duża + bieg 4 × 5 km                  | M | Austria Bernhard Gruber Felix Gottwald Mario Stecher David Kreiner                                | USA Brett Camerota Todd Lodwick Johnny Spillane Bill Demong                                       | Niemcy Johannes Rydzek Tino Edelmann Eric Frenzel Björn Kircheisen                                       | [ 217 ]             |
| 2010 Vancouver              | 24.02.2010 | Biegi narciarskie   | sztafeta 4 × 10 km                                               | M | Szwecja Daniel Richardsson Johan Olsson Anders Södergren Marcus Hellner                           | Norwegia Martin Johnsrud Sundby Odd-Bjørn Hjelmeset Lars Berger Petter Northug                    | Czechy Martin Jakš Lukáš Bauer Jiří Magál Martin Koukal                                                  | [ 218 ]             |
| 2010 Vancouver              | 25.02.2010 | Biegi narciarskie   | sztafeta 4 × 5 km                                                | K | Norwegia Vibeke Skofterud Therese Johaug Kristin Størmer Steira Marit Bjørgen                     | Niemcy Katrin Zeller Evi Sachenbacher-Stehle Miriam Gössner Claudia Nystad                        | Finlandia Pirjo Muranen Virpi Kuitunen Riitta-Liisa Roponen Aino-Kaisa Saarinen                          | [ 219 ]             |
| 2010 Vancouver              | 25.02.2010 | Kombinacja norweska | konkurs indywidualny skocznia duża + bieg na 10 km               | M | Bill Demong                                                                                       | Johnny Spillane                                                                                   | Bernhard Gruber                                                                                          | [ 220 ]             |
| 2010 Vancouver              | 27.02.2010 | Biegi narciarskie   | bieg na 30 km techniką klasyczną                                 | K | Justyna Kowalczyk                                                                                 | Marit Bjørgen                                                                                     | Aino-Kaisa Saarinen                                                                                      | [ 221 ]             |
| 2010 Vancouver              | 28.02.2010 | Biegi narciarskie   | bieg masowy na 50 km techniką klasyczną                          | M | Petter Northug                                                                                    | Axel Teichmann                                                                                    | Johan Olsson                                                                                             | [ 222 ]             |
| 2014 Soczi                  | 08.02.2014 | Biegi narciarskie   | bieg łączony 7,5 km techniką klasyczną + 7,5 km techniką dowolną | K | Marit Bjørgen                                                                                     | Charlotte Kalla                                                                                   | Heidi Weng                                                                                               | [ 223 ]             |
| 2014 Soczi                  | 09.02.2014 | Biegi narciarskie   | bieg łączony 15 km techniką klasyczną + 15 km techniką dowolną   | M | Dario Cologna                                                                                     | Marcus Hellner                                                                                    | Martin Johnsrud Sundby                                                                                   | [ 224 ]             |
| 2014 Soczi                  | 09.02.2014 | Skoki narciarskie   | konkurs indywidualny skocznia normalna                           | M | Kamil Stoch                                                                                       | Peter Prevc                                                                                       | Anders Bardal                                                                                            | [ 225 ]             |
| 2014 Soczi                  | 11.02.2014 | Biegi narciarskie   | sprint indywidualny 1,3 km techniką dowolną                      | K | Maiken Caspersen Falla                                                                            | Ingvild Flugstad Østberg                                                                          | Vesna Fabjan                                                                                             | [ 226 ]             |
| 2014 Soczi                  | 11.02.2014 | Biegi narciarskie   | sprint indywidualny 1,8 km techniką dowolną                      | M | Ola Vigen Hattestad                                                                               | Teodor Peterson                                                                                   | Emil Jönsson                                                                                             | [ 227 ]             |
| 2014 Soczi                  | 11.02.2014 | Skoki narciarskie   | konkurs indywidualny skocznia normalna                           | K | Carina Vogt                                                                                       | Daniela Iraschko-Stolz                                                                            | Coline Mattel                                                                                            | [ 228 ]             |
| 2014 Soczi                  | 12.02.2014 | Kombinacja norweska | konkurs indywidualny skocznia normalna + bieg na 10 km           | M | Eric Frenzel                                                                                      | Akito Watabe                                                                                      | Magnus Krog                                                                                              | [ 229 ]             |
| 2014 Soczi                  | 13.02.2014 | Biegi narciarskie   | bieg na 10 km techniką klasyczną                                 | K | Justyna Kowalczyk                                                                                 | Charlotte Kalla                                                                                   | Therese Johaug                                                                                           | [ 230 ]             |
| 2014 Soczi                  | 14.02.2014 | Biegi narciarskie   | bieg na 15 km techniką klasyczną                                 | M | Dario Cologna                                                                                     | Johan Olsson                                                                                      | Daniel Richardsson                                                                                       | [ 231 ]             |
| 2014 Soczi                  | 15.02.2014 | Biegi narciarskie   | sztafeta 4 × 5 km                                                | K | Szwecja Ida Ingemarsdotter Emma Wikén Anna Haag Charlotte Kalla                                   | Finlandia Anne Kyllönen Aino-Kaisa Saarinen Kerttu Niskanen Krista Lähteenmäki                    | Niemcy Nicole Fessel Stefanie Böhler Claudia Nystad Denise Herrmann                                      | [ 232 ]             |
| 2014 Soczi                  | 15.02.2014 | Skoki narciarskie   | konkurs indywidualny skocznia duża                               | M | Kamil Stoch                                                                                       | Noriaki Kasai                                                                                     | Peter Prevc                                                                                              | [ 233 ]             |
| 2014 Soczi                  | 16.02.2014 | Biegi narciarskie   | sztafeta 4 × 10 km                                               | M | Szwecja Lars Nelson Daniel Richardsson Johan Olsson Marcus Hellner                                | Rosja Dmitrij Japarow Aleksandr Biessmiertnych Aleksandr Legkow Maksim Wylegżanin                 | Francja Jean-Marc Gaillard Maurice Manificat Robin Duvillard Ivan Perrillat Boiteux                      | [ 234 ] [ 4 ] [ 3 ] |
| 2014 Soczi                  | 17.02.2014 | Skoki narciarskie   | konkurs drużynowy skocznia duża                                  | M | Niemcy Andreas Wank Marinus Kraus Andreas Wellinger Severin Freund                                | Austria Michael Hayböck Thomas Morgenstern Thomas Diethart Gregor Schlierenzauer                  | Japonia Reruhi Shimizu Taku Takeuchi Daiki Itō Noriaki Kasai                                             | [ 235 ]             |
| 2014 Soczi                  | 18.02.2014 | Kombinacja norweska | konkurs indywidualny skocznia duża + bieg na 10 km               | M | Jørgen Gråbak                                                                                     | Magnus Moan                                                                                       | Fabian Rießle                                                                                            | [ 236 ]             |
| 2014 Soczi                  | 19.02.2014 | Biegi narciarskie   | sprint drużynowy techniką klasyczną                              | K | Norwegia Ingvild Flugstad Østberg Marit Bjørgen                                                   | Finlandia Aino-Kaisa Saarinen Kerttu Niskanen                                                     | Szwecja Ida Ingemarsdotter Stina Nilsson                                                                 | [ 237 ]             |
| 2014 Soczi                  | 19.02.2014 | Biegi narciarskie   | sprint drużynowy techniką klasyczną                              | M | Finlandia Iivo Niskanen Sami Jauhojärvi                                                           | Rosja Nikita Kriukow Maksim Wylegżanin                                                            | Szwecja Emil Jönsson Teodor Peterson                                                                     | [ 238 ] [ 3 ]       |
| 2014 Soczi                  | 20.02.2014 | Kombinacja norweska | konkurs drużynowy skocznia duża + bieg 4 × 5 km                  | M | Norwegia Magnus Moan Håvard Klemetsen Magnus Krog Jørgen Graabak                                  | Niemcy Eric Frenzel Björn Kircheisen Johannes Rydzek Fabian Rießle                                | Austria Lukas Klapfer Christoph Bieler Bernhard Gruber Mario Stecher                                     | [ 239 ]             |
| 2014 Soczi                  | 22.02.2014 | Biegi narciarskie   | bieg masowy na 30 km techniką dowolną                            | K | Marit Bjørgen                                                                                     | Therese Johaug                                                                                    | Kristin Størmer Steira                                                                                   | [ 240 ]             |
| 2014 Soczi                  | 23.02.2014 | Biegi narciarskie   | bieg masowy na 50 km techniką dowolną                            | M | Aleksandr Legkow                                                                                  | Maksim Wylegżanin                                                                                 | Ilja Czernousow                                                                                          | [ 241 ] [ 4 ] [ 3 ] |
| 2018 Pjongczang             | 10.02.2018 | Biegi narciarskie   | bieg łączony 7,5 km techniką klasyczną + 7,5 km techniką dowolną | K | Charlotte Kalla                                                                                   | Marit Bjørgen                                                                                     | Krista Pärmäkoski                                                                                        | [ 242 ]             |
| 2018 Pjongczang             | 10.02.2018 | Skoki narciarskie   | konkurs indywidualny skocznia normalna                           | M | Andreas Wellinger                                                                                 | Johann André Forfang                                                                              | Robert Johansson                                                                                         | [ 243 ]             |
| 2018 Pjongczang             | 11.02.2018 | Biegi narciarskie   | bieg łączony 15 km techniką klasyczną + 15 km techniką dowolną   | M | Simen Hegstad Krüger                                                                              | Martin Johnsrud Sundby                                                                            | Hans Christer Holund                                                                                     | [ 244 ]             |
| 2018 Pjongczang             | 12.02.2018 | Skoki narciarskie   | konkurs indywidualny skocznia normalna                           | K | Maren Lundby                                                                                      | Katharina Althaus                                                                                 | Sara Takanashi                                                                                           | [ 245 ]             |
| 2018 Pjongczang             | 13.02.2018 | Biegi narciarskie   | sprint indywidualny 1,2 km techniką klasyczną                    | K | Stina Nilsson                                                                                     | Maiken Caspersen Falla                                                                            | Julija Biełorukowa                                                                                       | [ 246 ]             |
| 2018 Pjongczang             | 13.02.2018 | Biegi narciarskie   | sprint indywidualny 1,4 km techniką klasyczną                    | M | Johannes Høsflot Klæbo                                                                            | Federico Pellegrino                                                                               | Aleksandr Bolszunow                                                                                      | [ 247 ]             |
| 2018 Pjongczang             | 14.02.2018 | Kombinacja norweska | konkurs indywidualny skocznia normalna + bieg na 10 km           | M | Eric Frenzel                                                                                      | Akito Watabe                                                                                      | Lukas Klapfer                                                                                            | [ 248 ]             |
| 2018 Pjongczang             | 15.02.2018 | Biegi narciarskie   | bieg na 10 km techniką dowolną                                   | K | Ragnhild Haga                                                                                     | Charlotte Kalla                                                                                   | Marit Bjørgen                                                                                            | [ 249 ]             |
| 2018 Pjongczang             | 15.02.2018 | Biegi narciarskie   | bieg na 10 km techniką dowolną                                   | K | Ragnhild Haga                                                                                     | Charlotte Kalla                                                                                   | Krista Pärmäkoski                                                                                        | [ 249 ]             |
| 2018 Pjongczang             | 16.02.2018 | Biegi narciarskie   | bieg na 15 km techniką dowolną                                   | M | Dario Cologna                                                                                     | Simen Hegstad Krüger                                                                              | Dienis Spicow                                                                                            | [ 250 ]             |
| 2018 Pjongczang             | 17.02.2018 | Biegi narciarskie   | sztafeta 4 × 5 km                                                | K | Norwegia Ingvild Flugstad Østberg Astrid Jacobsen Ragnhild Haga Marit Bjørgen                     | Szwecja Anna Haag Charlotte Kalla Ebba Andersson Stina Nilsson                                    | Olimpijscy sportowcy z Rosji Natalja Niepriajewa Julija Biełorukowa Anastasija Siedowa Anna Nieczajewska | [ 251 ]             |
| 2018 Pjongczang             | 17.02.2018 | Skoki narciarskie   | konkurs indywidualny skocznia duża                               | M | Kamil Stoch                                                                                       | Andreas Wellinger                                                                                 | Robert Johansson                                                                                         | [ 252 ]             |
| 2018 Pjongczang             | 18.02.2018 | Biegi narciarskie   | sztafeta 4 × 10 km                                               | M | Norwegia Didrik Tønseth Martin Johnsrud Sundby Simen Hegstad Krüger Johannes Høsflot Klæbo        | Olimpijscy sportowcy z Rosji Andriej Łarkow Aleksandr Bolszunow Aleksiej Czerwotkin Dienis Spicow | Francja Jean-Marc Gaillard Maurice Manificat Clément Parisse Adrien Backscheider                         | [ 253 ]             |
| 2018 Pjongczang             | 19.02.2018 | Skoki narciarskie   | konkurs drużynowy skocznia duża                                  | M | Norwegia Daniel-André Tande Andreas Stjernen Johann André Forfang Robert Johansson                | Niemcy Karl Geiger Stephan Leyhe Richard Freitag Andreas Wellinger                                | Polska Maciej Kot Stefan Hula Dawid Kubacki Kamil Stoch                                                  | [ 254 ]             |
| 2018 Pjongczang             | 20.02.2018 | Kombinacja norweska | konkurs indywidualny skocznia duża + bieg na 10 km               | M | Johannes Rydzek                                                                                   | Fabian Rießle                                                                                     | Eric Frenzel                                                                                             | [ 255 ]             |
| 2018 Pjongczang             | 21.02.2018 | Biegi narciarskie   | sprint drużynowy techniką dowolną                                | K | USA Kikkan Randall Jessica Diggins                                                                | Szwecja Charlotte Kalla Stina Nilsson                                                             | Norwegia Marit Bjørgen Maiken Caspersen Falla                                                            | [ 256 ]             |
| 2018 Pjongczang             | 21.02.2018 | Biegi narciarskie   | sprint drużynowy techniką dowolną                                | M | Norwegia Martin Johnsrud Sundby Johannes Høsflot Klæbo                                            | Olimpijscy sportowcy z Rosji Dienis Spicow Aleksandr Bolszunow                                    | Francja Maurice Manificat Richard Jouve                                                                  | [ 257 ]             |
| 2018 Pjongczang             | 22.02.2018 | Kombinacja norweska | konkurs drużynowy skocznia duża + bieg 4 × 5 km                  | M | Niemcy Vinzenz Geiger Fabian Rießle Eric Frenzel Johannes Rydzek                                  | Norwegia Jan Schmid Espen Andersen Jarl Magnus Riiber Jørgen Graabak                              | Austria Wilhelm Denifl Lukas Klapfer Bernhard Gruber Mario Seidl                                         | [ 258 ]             |
| 2018 Pjongczang             | 24.02.2018 | Biegi narciarskie   | bieg masowy na 50 km techniką klasyczną                          | M | Iivo Niskanen                                                                                     | Aleksandr Bolszunow                                                                               | Andriej Łarkow                                                                                           | [ 259 ]             |
| 2018 Pjongczang             | 25.02.2018 | Biegi narciarskie   | bieg masowy na 30 km techniką klasyczną                          | K | Marit Bjørgen                                                                                     | Krista Pärmäkoski                                                                                 | Stina Nilsson                                                                                            | [ 260 ]             |

## Klasyfikacje

### Biegi narciarskie

#### Klasyfikacja zawodników
Tabela przedstawia klasyfikację najlepszych dziesięciu biegaczy narciarskich na zimowych igrzyskach olimpijskich. Do statystyki uwzględniono wszystkie medale – zarówno te zdobyte w konkurencjach indywidualnych, jak i w drużynowych.
| Miejsce | Zawodnik         | Państwo    | Lata      | Złoto | Srebro | Brąz | Razem |
| ------- | ---------------- | ---------- | --------- | ----- | ------ | ---- | ----- |
| 1.      | Bjørn Dæhlie     | Norwegia   | 1992–1998 | 8     | 4      | –    | 12    |
| 2.      | Thomas Alsgaard  | Norwegia   | 1992–2002 | 5     | 1      | –    | 6     |
| 3.      | Sixten Jernberg  | Szwecja    | 1956–1964 | 4     | 3      | 2    | 9     |
| 4.      | Gunde Svan       | Szwecja    | 1984–1988 | 4     | 1      | 1    | 6     |
| 5.      | Nikołaj Zimiatow | ZSRR       | 1980–1984 | 4     | 1      | –    | 5     |
| 6.      | Thomas Wassberg  | Szwecja    | 1980–1988 | 4     | –      | –    | 4     |
| 6.      | Dario Cologna    | Szwajcaria | 2010–2018 | 4     | –      | –    | 4     |
| 8.      | Veikko Hakulinen | Finlandia  | 1952–1960 | 3     | 3      | 1    | 7     |
| 9.      | Eero Mäntyranta  | Finlandia  | 1960–1968 | 3     | 2      | 2    | 7     |
| 10.     | Vegard Ulvang    | Norwegia   | 1988–1998 | 3     | 2      | 1    | 6     |

#### Klasyfikacja zawodniczek
Poniższa tabela przedstawia dziesięć najbardziej utytułowanych zawodniczek w biegach narciarskich na igrzyskach olimpijskich. W statystykach liczone są zarówno medale zdobyte w zawodach indywidualnych, jak i w zawodach drużynowych.
| Miejsce | Zawodniczka                                    | Państwo    | Lata      | Złoto | Srebro | Brąz | Razem |
| ------- | ---------------------------------------------- | ---------- | --------- | ----- | ------ | ---- | ----- |
| 1.      | Marit Bjørgen                                  | Norwegia   | 2002–2018 | 8     | 4      | 3    | 15    |
| 2.      | Lubow Jegorowa                                 | WNP Rosja  | 1992–1994 | 6     | 3      | –    | 9     |
| 3.      | Łarisa Łazutina                                | WNP Rosja  | 1992–1998 | 5     | 1      | 1    | 7     |
| 4.      | Raisa Smietanina                               | ZSRR WNP   | 1976–1992 | 4     | 5      | 1    | 10    |
| 5.      | Galina Kułakowa                                | ZSRR       | 1968–1980 | 4     | 2      | 2    | 8     |
| 6.      | Charlotte Kalla                                | Szwecja    | 2010–2018 | 3     | 6      | –    | 9     |
| 7.      | Julija Czepałowa                               | Rosja      | 1998–2006 | 3     | 2      | 1    | 6     |
| 8.      | Marja-Liisa Kirvesniemi Marja-Liisa Hämäläinen | Finlandia  | 1984–1994 | 3     | –      | 4    | 7     |
| 8.      | Jelena Välbe                                   | WNP Rosja  | 1992–1998 | 3     | –      | 4    | 7     |
| 10.     | Nina Gawriluk                                  | ZSRR Rosja | 1988–1998 | 3     | –      | 1    | 4     |

#### Klasyfikacja państw
W tabeli zestawiono dziesięć najlepszych reprezentacji pod względem zdobytych medali olimpijskich w biegach narciarskich. Wliczone zostały starty mężczyzn i kobiet, zarówno indywidualne, jak i drużynowe.
| Miejsce | Państwo    | Złoto | Srebro | Brąz | Razem |
| ------- | ---------- | ----- | ------ | ---- | ----- |
| 1.      | Norwegia   | 47    | 42     | 32   | 121   |
| 2.      | Szwecja    | 31    | 25     | 24   | 80    |
| 3.      | ZSRR       | 25    | 22     | 21   | 68    |
| 4.      | Finlandia  | 21    | 25     | 34   | 80    |
| 5.      | Rosja      | 14    | 10     | 9    | 33    |
| 6.      | Włochy     | 9     | 13     | 13   | 35    |
| 7.      | Estonia    | 4     | 2      | 1    | 7     |
| 8.      | Szwajcaria | 4     | –      | 4    | 8     |
| 9.      | WNP        | 3     | 2      | 4    | 9     |
| 10.     | Niemcy     | 2     | 9      | 4    | 15    |

### Kombinacja norweska

#### Klasyfikacja zawodników
W tabeli przedstawionych zostało dziesięciu zawodników, którzy podczas igrzysk olimpijskich zdobyli najwięcej medali w zawodach kombinacji norweskiej.
| Miejsce | Zawodnik            | Państwo   | Lata      | Złoto | Srebro | Brąz | Razem |
| ------- | ------------------- | --------- | --------- | ----- | ------ | ---- | ----- |
| 1.      | Samppa Lajunen      | Finlandia | 1998–2002 | 3     | 2      | –    | 5     |
| 2.      | Felix Gottwald      | Austria   | 2002–2010 | 3     | 1      | 3    | 7     |
| 3.      | Eric Frenzel        | Niemcy    | 2010–2018 | 3     | 1      | 2    | 6     |
| 4.      | Ulrich Wehling      | NRD       | 1972–1980 | 3     | –      | –    | 3     |
| 5.      | Fred Børre Lundberg | Norwegia  | 1992–1998 | 2     | 2      | –    | 4     |
| 5.      | Georg Hettich       | Niemcy    | 2002–2006 | 2     | 2      | –    | 4     |
| 7.      | Bjarte Engen Vik    | Norwegia  | 1994–1998 | 2     | 1      | 1    | 4     |
| 7.      | Johannes Rydzek     | Niemcy    | 2010–2018 | 2     | 1      | 1    | 4     |
| 9.      | Takanori Kōno       | Japonia   | 1992–1994 | 2     | 1      | –    | 3     |
| 9.      | Jørgen Gråbak       | Norwegia  | 2014–2018 | 2     | 1      | –    | 3     |

#### Klasyfikacja państw
W poniższej tabeli przedstawione zostały reprezentacje, które zdobyły przynajmniej jeden złoty medal olimpijski w kombinacji norweskiej. Uwzględnione zostały zarówno medale zdobyte w konkursach indywidualnych, jak i w drużynowych.
| Miejsce | Państwo    | Złoto | Srebro | Brąz | Razem |
| ------- | ---------- | ----- | ------ | ---- | ----- |
| 1.      | Norwegia   | 13    | 10     | 8    | 31    |
| 2.      | Niemcy RFN | 8     | 6      | 5    | 19    |
| 3.      | Finlandia  | 4     | 8      | 2    | 14    |
| 4.      | Austria    | 3     | 2      | 10   | 15    |
| 5.      | NRD        | 3     | –      | 4    | 7     |
| 6.      | Japonia    | 2     | 3      | –    | 5     |
| 7.      | Francja    | 2     | 1      | 1    | 4     |
| 8.      | USA        | 1     | 3      | –    | 4     |
| 9.      | Szwajcaria | 1     | 2      | 1    | 4     |
| 10.     | ZSRR       | –     | 1      | 2    | 3     |

### Skoki narciarskie

#### Klasyfikacja zawodników
Poniższa tabela przedstawia dziesiątkę najlepszych skoczków narciarskich pod względem liczby zdobytych medali na zimowych igrzyskach olimpijskich. Wzięte pod uwagę zostały zarówno starty indywidualne, jak i drużynowe.
| Miejsce | Zawodnik           | Państwo    | Lata      | Złoto | Srebro | Brąz | Razem |
| ------- | ------------------ | ---------- | --------- | ----- | ------ | ---- | ----- |
| 1.      | Matti Nykänen      | Finlandia  | 1984–1988 | 4     | 1      | –    | 5     |
| 2.      | Simon Ammann       | Szwajcaria | 2002–2010 | 4     | –      | –    | 4     |
| 3.      | Jens Weißflog      | NRD Niemcy | 1984–1994 | 3     | 1      | –    | 4     |
| 3.      | Thomas Morgenstern | Austria    | 2006–2014 | 3     | 1      | –    | 4     |
| 5.      | Kamil Stoch        | Polska     | 2014–2018 | 3     | –      | 1    | 4     |
| 6.      | Andreas Wellinger  | Niemcy     | 2014–2018 | 2     | 2      | –    | 4     |
| 7.      | Birger Ruud        | Norwegia   | 1932–1948 | 2     | 1      | –    | 3     |
| 7.      | Kazuyoshi Funaki   | Japonia    | 1998      | 2     | 1      | –    | 3     |
| 7.      | Andreas Kofler     | Austria    | 2006–2010 | 2     | 1      | –    | 3     |
| 10.     | Toni Nieminen      | Finlandia  | 1992      | 2     | –      | 1    | 3     |

#### Klasyfikacja zawodniczek
Poniższa tabela przedstawia sześć medalistek w konkursach skoków narciarskich kobiet w 2014 i 2018 roku.
| Miejsce | Zawodniczka            | Państwo  | Lata | Złoto | Srebro | Brąz | Razem |
| ------- | ---------------------- | -------- | ---- | ----- | ------ | ---- | ----- |
| 1.      | Carina Vogt            | Niemcy   | 2014 | 1     | –      | –    | 1     |
| 1.      | Maren Lundby           | Norwegia | 2018 | 1     | –      | –    | 1     |
| 3.      | Daniela Iraschko-Stolz | Austria  | 2014 | –     | 1      | –    | 1     |
| 3.      | Katharina Althaus      | Niemcy   | 2018 | –     | 1      | –    | 1     |
| 5.      | Coline Mattel          | Francja  | 2014 | –     | –      | 1    | 1     |
| 5.      | Sara Takanashi         | Japonia  | 2018 | –     | –      | 1    | 1     |

#### Klasyfikacja państw
W poniższej tabeli przedstawiono klasyfikację dziesięciu najlepszych państw w konkursach indywidualnych bądź drużynowych w skokach narciarskich. Wliczone zostały starty zarówno kobiet, jak i mężczyzn.
| Miejsce | Państwo        | Złoto | Srebro | Brąz | Razem |
| ------- | -------------- | ----- | ------ | ---- | ----- |
| 1.      | Norwegia       | 11    | 10     | 14   | 35    |
| 2.      | Finlandia      | 10    | 8      | 4    | 22    |
| 3.      | Niemcy         | 7     | 6      | 2    | 15    |
| 4.      | Austria        | 6     | 9      | 10   | 25    |
| 5.      | Polska         | 4     | 3      | 2    | 9     |
| 6.      | Szwajcaria     | 4     | 1      | –    | 5     |
| 7.      | Japonia        | 3     | 5      | 4    | 12    |
| 8.      | NRD            | 2     | 3      | 2    | 7     |
| 9.      | Czechosłowacja | 1     | 2      | 4    | 7     |
| 10.     | ZSRR           | 1     | –      | –    | 1     |

### Klasyfikacje łączne

#### Klasyfikacja multimedalistów
Poniższa tabela przedstawia multimedalistów zimowych igrzysk olimpijskich, którzy zdobyli przynajmniej trzy złote medale w konkurencjach narciarstwa klasycznego, rozgrywanych w ramach igrzysk olimpijskich. W statystyce uwzględniono zarówno medalistów konkurencji męskich, jak i medalistki konkurencji kobiecych.
Jeżeli dany zawodnik startował w reprezentacji więcej niż jednego państwa, wymienione zostały wszystkie kraje, w barwach których stawał na podium olimpijskim. Jeżeli kilku zawodników zdobyło identyczną liczbę medali, w pierwszej kolejności podano tego, który wcześniej zdobył medale olimpijskie.
| Miejsce | Zawodnik                | Państwo    | Dyscypliny                            | Lata      | Złoto | Srebro | Brąz | Razem |
| ------- | ----------------------- | ---------- | ------------------------------------- | --------- | ----- | ------ | ---- | ----- |
| 1.      | Marit Bjørgen           | Norwegia   | biegi narciarskie                     | 2002–2018 | 8     | 4      | 3    | 15    |
| 2.      | Bjørn Dæhlie            | Norwegia   | biegi narciarskie                     | 1992–1998 | 8     | 4      | –    | 12    |
| 3.      | Lubow Jegorowa          | WNP Rosja  | biegi narciarskie                     | 1992–1994 | 6     | 3      | –    | 9     |
| 4.      | Łarisa Łazutina         | WNP Rosja  | biegi narciarskie                     | 1992–1998 | 5     | 1      | 1    | 7     |
| 5.      | Thomas Alsgaard         | Norwegia   | biegi narciarskie                     | 1992–2002 | 5     | 1      | –    | 6     |
| 6.      | Raisa Smietanina        | ZSRR WNP   | biegi narciarskie                     | 1976–1992 | 4     | 5      | 1    | 10    |
| 7.      | Sixten Jernberg         | Szwecja    | biegi narciarskie                     | 1956–1964 | 4     | 3      | 2    | 9     |
| 8.      | Galina Kułakowa         | ZSRR       | biegi narciarskie                     | 1968–1980 | 4     | 2      | 2    | 8     |
| 9.      | Gunde Svan              | Szwecja    | biegi narciarskie                     | 1984–1988 | 4     | 1      | 1    | 6     |
| 10.     | Nikołaj Zimiatow        | ZSRR       | biegi narciarskie                     | 1980–1984 | 4     | 1      | –    | 5     |
| 10.     | Matti Nykänen           | Finlandia  | skoki narciarskie                     | 1984–1988 | 4     | 1      | –    | 5     |
| 12.     | Thomas Wassberg         | Szwecja    | biegi narciarskie                     | 1980–1988 | 4     | –      | –    | 4     |
| 12.     | Simon Ammann            | Szwajcaria | skoki narciarskie                     | 2002–2010 | 4     | –      | –    | 4     |
| 12.     | Dario Cologna           | Szwajcaria | biegi narciarskie                     | 2010–2018 | 4     | –      | –    | 4     |
| 15.     | Charlotte Kalla         | Szwecja    | biegi narciarskie                     | 2010–2018 | 3     | 6      | –    | 9     |
| 16.     | Veikko Hakulinen        | Finlandia  | biegi narciarskie                     | 1952–1960 | 3     | 3      | 1    | 7     |
| 17.     | Eero Mäntyranta         | Finlandia  | biegi narciarskie                     | 1960–1968 | 3     | 2      | 2    | 7     |
| 18.     | Vegard Ulvang           | Norwegia   | biegi narciarskie                     | 1988–1994 | 3     | 2      | 1    | 6     |
| 18.     | Julija Czepałowa        | Rosja      | biegi narciarskie                     | 1998–2006 | 3     | 2      | 1    | 6     |
| 20.     | Samppa Lajunen          | Finlandia  | kombinacja norweska                   | 1998–2002 | 3     | 2      | –    | 5     |
| 21.     | Felix Gottwald          | Austria    | kombinacja norweska                   | 2002–2010 | 3     | 1      | 3    | 7     |
| 22.     | Johan Grøttumsbråten    | Norwegia   | biegi narciarskie kombinacja norweska | 1924–1932 | 3     | 1      | 2    | 6     |
| 22.     | Eric Frenzel            | Niemcy     | kombinacja norweska                   | 2010–2018 | 3     | 1      | 2    | 6     |
| 24.     | Jens Weißflog           | NRD Niemcy | skoki narciarskie                     | 1984–1994 | 3     | 1      | –    | 4     |
| 24.     | Thomas Morgenstern      | Austria    | skoki narciarskie                     | 2006–2014 | 3     | 1      | –    | 4     |
| 24.     | Marcus Hellner          | Szwecja    | biegi narciarskie                     | 2010–2014 | 3     | 1      | –    | 4     |
| 27.     | Marja-Liisa Kirvesniemi | Finlandia  | biegi narciarskie                     | 1984–1994 | 3     | –      | 4    | 7     |
| 27.     | Jelena Välbe            | WNP Rosja  | biegi narciarskie                     | 1992–1998 | 3     | –      | 4    | 7     |
| 29.     | Nina Gawriluk           | ZSRR Rosja | biegi narciarskie                     | 1988–1998 | 3     | –      | 1    | 4     |
| 29.     | Kamil Stoch             | Polska     | skoki narciarskie                     | 2014–2018 | 3     | –      | 1    | 4     |
| 31.     | Thorleif Haug           | Norwegia   | biegi narciarskie kombinacja norweska | 1924      | 3     | –      | –    | 3     |
| 31.     | Kławdija Bojarskich     | ZSRR       | biegi narciarskie                     | 1964      | 3     | –      | –    | 3     |
| 31.     | Ulrich Wehling          | NRD        | kombinacja norweska                   | 1972–1980 | 3     | –      | –    | 3     |

#### Klasyfikacja państw
Tabela przedstawia klasyfikację wszystkich państw pod względem liczby zdobytych medali olimpijskich we wszystkich konkurencjach narciarstwa klasycznego, tj. we wszystkich konkurencjach biegowych, konkurencjach kombinacji norweskiej i skoków narciarskich.
| Miejsce | Państwo                      | Złoto | Srebro | Brąz | Razem |
| ------- | ---------------------------- | ----- | ------ | ---- | ----- |
| 1.      | Norwegia                     | 71    | 61     | 54   | 187   |
| 2.      | Finlandia                    | 35    | 41     | 40   | 116   |
| 3.      | Szwecja                      | 31    | 27     | 26   | 84    |
| 4.      | ZSRR                         | 26    | 23     | 23   | 72    |
| 5.      | Niemcy · RFN                 | 17    | 21     | 11   | 49    |
| 6.      | Rosja                        | 14    | 10     | 10   | 34    |
| 7.      | Austria                      | 10    | 13     | 22   | 45    |
| 8.      | Włochy                       | 9     | 13     | 14   | 36    |
| 9.      | Szwajcaria                   | 9     | 3      | 5    | 17    |
| 10.     | NRD                          | 7     | 4      | 7    | 18    |
| 11.     | Polska                       | 6     | 4      | 5    | 15    |
| 12.     | Japonia                      | 5     | 8      | 4    | 17    |
| 13.     | Estonia                      | 4     | 2      | 1    | 7     |
| 14.     | WNP                          | 3     | 2      | 4    | 9     |
| 15.     | USA                          | 2     | 4      | 1    | 7     |
| 16.     | Francja                      | 2     | 2      | 5    | 9     |
| 17.     | Kanada                       | 2     | 1      | –    | 3     |
| 18.     | Czechy                       | 1     | 5      | 3    | 9     |
| 19.     | Czechosłowacja               | 1     | 3      | 8    | 12    |
| 20.     | Kazachstan                   | 1     | 2      | 1    | 4     |
| 21.     | Olimpijscy sportowcy z Rosji | –     | 3      | 5    | 8     |
| 22.     | Słowenia                     | –     | 1      | 4    | 5     |
| 23.     | Jugosławia                   | –     | 1      | 1    | 2     |
| 24.     | Bułgaria                     | –     | –      | 1    | 1     |

#### Klasyfikacja państw według lat
W poniższej tabeli zestawiono państwa według liczby medali zdobytych w narciarstwie klasycznym podczas kolejnych edycji zimowych igrzysk olimpijskich. Przedstawiono sumę wszystkich medali (złotych, srebrnych i brązowych) we wszystkich dyscyplinach łącznie.
| Państwo                      | '24 | '28 | '32 | '36 | '48 | '52 | '56 | '60 | '64 | '68 | '72 | '76 | '80 | '84 | '88 | '92 | '94 | '98 | '02 | '06 | '10 | '14 | '18 | suma |
| ---------------------------- | --- | --- | --- | --- | --- | --- | --- | --- | --- | --- | --- | --- | --- | --- | --- | --- | --- | --- | --- | --- | --- | --- | --- | ---- |
| Austria                      | –   | –   | –   | –   | –   | –   | –   | 1   | –   | 2   | –   | 3   | 2   | –   | 2   | 7   | 2   | 4   | 5   | 7   | 5   | 3   | 2   | 45   |
| Bułgaria                     | –   | –   | –   | –   | –   | –   | –   | –   | –   | –   | –   | –   | 1   | –   | –   | –   | –   | –   | –   | –   | –   | –   | –   | 1    |
| Czechosłowacja               | –   | 1   | –   | –   | –   | –   | –   | –   | –   | 2   | 1   | –   | 1   | 3   | 3   | 1   | –   | –   | –   | –   | –   | –   | –   | 12   |
| Czechy                       | –   | –   | –   | –   | –   | –   | –   | –   | –   | –   | –   | –   | –   | –   | –   | –   | –   | 2   | 2   | 3   | 2   | –   | –   | 9    |
| Estonia                      | –   | –   | –   | –   | –   | –   | –   | –   | –   | –   | –   | –   | –   | –   | –   | –   | –   | –   | 3   | 3   | 1   | –   | –   | 7    |
| Finlandia                    | 1   | –   | 3   | 2   | 4   | 9   | 6   | 6   | 8   | 3   | 4   | 5   | 9   | 13  | 6   | 6   | 5   | 7   | 6   | 4   | 2   | 3   | 4   | 116  |
| Francja                      | –   | –   | –   | –   | –   | –   | –   | –   | –   | –   | –   | –   | –   | –   | –   | 2   | –   | 1   | –   | 1   | 1   | 2   | 2   | 9    |
| Japonia                      | –   | –   | –   | –   | –   | –   | –   | –   | –   | –   | 3   | –   | 1   | –   | –   | 1   | 3   | 4   | –   | –   | –   | 3   | 2   | 17   |
| Jugosławia                   | –   | –   | –   | –   | –   | –   | –   | –   | –   | –   | –   | –   | –   | –   | 2   | –   | –   | –   | –   | –   | –   | –   | –   | 2    |
| Kanada                       | –   | –   | –   | –   | –   | –   | –   | –   | –   | –   | –   | –   | –   | –   | –   | –   | –   | –   | 1   | 2   | –   | –   | –   | 3    |
| Kazachstan                   | –   | –   | –   | –   | –   | –   | –   | –   | –   | –   | –   | –   | –   | –   | –   | –   | 3   | 1   | –   | –   | –   | –   | –   | 4    |
| Niemcy RFN                   | –   | –   | –   | –   | –   | –   | 1   | 2   | 1   | 1   | –   | 1   | –   | –   | 1   | –   | 3   | 1   | 9   | 7   | 7   | 6   | 9   | 49   |
| Norwegia                     | 10  | 8   | 7   | 7   | 4   | 7   | 2   | 3   | 7   | 8   | 7   | 2   | 3   | 5   | 5   | 10  | 14  | 11  | 11  | 10  | 10  | 16  | 20  | 187  |
| NRD                          | –   | –   | –   | –   | –   | –   | –   | –   | –   | 1   | 3   | 7   | 5   | 2   | –   | –   | –   | –   | –   | –   | –   | –   | –   | 18   |
| Olimpijscy sportowcy z Rosji | –   | –   | –   | –   | –   | –   | –   | –   | –   | –   | –   | –   | –   | –   | –   | –   | –   | –   | –   | –   | –   | –   | 8   | 8    |
| Polska                       | –   | –   | –   | –   | –   | –   | 1   | –   | –   | –   | 1   | –   | –   | –   | –   | –   | –   | –   | 2   | 1   | 5   | 3   | 2   | 15   |
| Rosja                        | –   | –   | –   | –   | –   | –   | –   | –   | –   | –   | –   | –   | –   | –   | –   | –   | 5   | 9   | 4   | 7   | 4   | 5   | –   | 34   |
| Słowenia                     | –   | –   | –   | –   | –   | –   | –   | –   | –   | –   | –   | –   | –   | –   | –   | –   | –   | –   | 1   | –   | 1   | 3   | –   | 5    |
| Szwajcaria                   | –   | –   | –   | –   | –   | –   | –   | –   | –   | 2   | 2   | –   | –   | –   | 3   | –   | 1   | –   | 3   | –   | 3   | 2   | 1   | 17   |
| Szwecja                      | –   | 3   | 2   | 6   | 7   | 2   | 7   | 5   | 5   | 5   | 1   | 1   | 1   | 5   | 2   | 1   | –   | 1   | 1   | 5   | 7   | 11  | 6   | 84   |
| USA                          | 1   | –   | –   | –   | –   | –   | –   | –   | –   | –   | –   | –   | 1   | –   | –   | –   | –   | –   | –   | –   | 4   | –   | 1   | 7    |
| Włochy                       | –   | –   | –   | –   | –   | –   | –   | –   | –   | 1   | –   | –   | –   | –   | 1   | 8   | 9   | 4   | 6   | 4   | 2   | –   | 1   | 36   |
| WNP                          | –   | –   | –   | –   | –   | –   | –   | –   | –   | –   | –   | –   | –   | –   | –   | 9   | –   | –   | –   | –   | –   | –   | –   | 9    |
| ZSRR                         | –   | –   | –   | –   | –   | –   | 7   | 7   | 9   | 5   | 8   | 10  | 7   | 5   | 14  | –   | –   | –   | –   | –   | –   | –   | –   | 72   |
| Suma                         | 12  | 12  | 12  | 15  | 15  | 18  | 24  | 24  | 30  | 30  | 30  | 30  | 30  | 33  | 39  | 45  | 45  | 45  | 54  | 54  | 54  | 57  | 58  | 766  |

#### Klasyfikacja państw według dyscyplin
W poniższej tabeli zestawiono państwa według liczby medali zdobytych w narciarstwie klasycznym w poszczególnych dyscyplinach. Przedstawiono sumę wszystkich medali (złotych, srebrnych i brązowych).
| Państwo                      | Biegi narciarskie | Kombinacja norweska | Skoki narciarskie | Suma |
| ---------------------------- | ----------------- | ------------------- | ----------------- | ---- |
| Austria                      | 5                 | 15                  | 25                | 45   |
| Bułgaria                     | 1                 | –                   | –                 | 1    |
| Czechosłowacja               | 5                 | –                   | 7                 | 12   |
| Czechy                       | 9                 | –                   | –                 | 9    |
| Estonia                      | 7                 | –                   | –                 | 7    |
| Finlandia                    | 80                | 14                  | 22                | 116  |
| Francja                      | 4                 | 4                   | 1                 | 9    |
| Japonia                      | –                 | 5                   | 12                | 17   |
| Jugosławia                   | –                 | –                   | 2                 | 2    |
| Kanada                       | 3                 | –                   | –                 | 3    |
| Kazachstan                   | 4                 | –                   | –                 | 4    |
| Niemcy RFN                   | 15                | 19                  | 15                | 49   |
| Norwegia                     | 121               | 31                  | 35                | 187  |
| NRD                          | 4                 | 7                   | 7                 | 18   |
| Olimpijscy sportowcy z Rosji | 8                 | –                   | –                 | 8    |
| Polska                       | 5                 | 1                   | 9                 | 15   |
| Rosja                        | 33                | 1                   | –                 | 34   |
| Słowenia                     | 2                 | –                   | 3                 | 5    |
| Szwajcaria                   | 8                 | 4                   | 5                 | 17   |
| Szwecja                      | 80                | 2                   | 2                 | 84   |
| USA                          | 2                 | 4                   | 1                 | 7    |
| Włochy                       | 35                | 1                   | –                 | 36   |
| WNP                          | 9                 | –                   | –                 | 9    |
| ZSRR                         | 68                | 3                   | 1                 | 72   |
| Suma                         | 508               | 111                 | 147               | 766  |